# Lijst van afleveringen van The Vampire Diaries
Dit is een lijst van afleveringen van de Amerikaanse televisieserie The Vampire Diaries. De serie telt acht volledige seizoenen.

## Overzicht
| Seizoen | Aantal afleveringen | Uitgezonden                     | Uitgezonden                        | Uitgezonden                   |  |
| ------- | ------------------- | ------------------------------- | ---------------------------------- | ----------------------------- |  |
| 1       | 22                  | 10 september 2009 – 13 mei 2010 | 23 januari 2010 – 29 mei 2010      | 31 januari 2010 – 4 juli 2010 |  |
| 2       | 22                  | 9 september 2010 – 12 mei 2011  | 24 maart 2012 – 4 juli 2012        | NNB                           |  |
| 3       | 22                  | 15 september 2011 – 10 mei 2012 | 4 mei 2013 – 30 november 2013      | NNB                           |  |
| 4       | 23                  | 11 oktober 2012 – 16 mei 2013   | 2 maart 2014 – 13 juli 2014        | NNB                           |  |
| 5       | 22                  | 3 oktober 2013 – 15 mei 2014    | 8 februari 2015 – 28 juni 2015     | NNB                           |  |
| 6       | 22                  | 2 oktober 2014 – 14 mei 2015    | 6 september 2015 – 10 januari 2016 | NNB                           |  |
| 7       | 22                  | 8 oktober 2015 – 13 mei 2016    | 16 juli 2016 – 3 december 2016     | NNB                           |  |
| 8       | 16                  | 21 oktober 2016 – 10 maart 2017 | 8 april 2018 – 15 juli 2018        | NNB                           |  |

## Afleveringen

### Seizoen 1 (2009-2010)
| Nr. | Aflevering | Titel                       | Regisseur        | Schrijver(s)                                                        | Uitzenddatum      | Uitzenddatum            | Uitzenddatum     |  |
| --- | ---------- | --------------------------- | ---------------- | ------------------------------------------------------------------- | ----------------- | ----------------------- | ---------------- |  |
| 1 | 1          | Pilot                       | Marcos Siega     | Kevin Williamson & Julie Plec                                       | 10 september 2009 | 23 januari 2010         | 31 januari 2010  |  |
| 2 | 2          | The Night of the Comet      | Marcos Siega     | Kevin Williamson & Julie Plec                                       | 17 september 2009 | 30 januari 2010         | 7 februari 2010  |  |
| 3 | 3          | Friday Night Bites          | John Dahl        | Barbie Kligman & Bryan M. Holdman                                   | 24 september 2009 | 6 februari 2010         | 14 februari 2010 |  |
| Bonnie heeft een slecht voorgevoel over Stefan, dus Elena besluit Stefan en Bonnie samen uit te nodigen voor een diner, zodat ze elkaar beter zullen leren kennen. Op school probeert Tyler Stefan te vernederen door een bal naar hem te gooien, die Stefan moeiteloos vangt. Uiteindelijk komt Stefan bij het Americanfootballteam. Tijdens het diner, komen Damon en Caroline onverwachts langs en nodigt Elena hem in haar huis uit. Stefan geeft Elena een ketting met ijzerkruid (Vervain) om haar te beschermen tegen Damon. Wanneer Stefan Damon ervan probeert te overtuigen dat hij nog steeds iets menselijks in zich heeft, bewijst Damon het tegendeel door Mr. Tanner te doden. |            |                             |                  |                                                                     |                   |                         |                  |  |
| 4 | 4          | Family Ties                 | Guy Ferland      | Andrew Kreisberg & Bian Young                                       | 1 oktober 2009    | 13 februari 2010        | 21 februari 2010 |  |
| Elena en Stefan gaan naar het jaarlijkse Stichters feestje, georganiseerd door Tylers ouders. Vicki wil dat Tyler haar meeneemt naar het feest. Damon vertelt Elena over de geschiedenis van de Salvatores nadat Stefan hem probeert uit zijn leven te bannen. Damon wint ook zijn amberen kristal terug, van een van de historische voorwerpen in het Lockwood-manson. In de tussentijd gebruikt Stefan Caroline als een Trojaans paard om Damon te vergiftigen. Wanneer Damon Carolines bloed drinkt, wordt hij ziek. Wanneer Caroline wakker wordt, ziet ze het amberen kristal en doet hem in haar tas. Stefan kijkt naar een wakker wordende Damon op het landgoed van de Salvatores. Tylers ouders, Sheriff Forbes (Carolines moeder) en Logan komen tot de conclusie dat de vampiers terug zijn gekomen naar Mystic Falls door de bebloede lichamen en ze moeten op zoek naar het zakhorloge van de Gilberts. Op het einde gaat Vicki naar Jeremy en gaan ze naar zijn kamer. |            |                             |                  |                                                                     |                   |                         |                  |  |
| 5 | 5          | You're Undead to Me         | Kevin Bray       | Sean Reycraft & Gabrielle Stanton                                   | 8 oktober 2009    | 20 februari 2010        | 28 februari 2010 |  |
| Damon is nog steeds opgesloten en wordt steeds zwakker. Jeremy en Vicki zijn weer bij elkaar. Elena hoort een verhaal over Stefan en Damon van een vreemde man die Stefan herkent, van 50 jaar geleden. Elena zoekt in de archieven naar dit verhaal en vindt een video waar ze Stefan duidelijk op ziet. Damon gebruikt zijn krachten om Caroline hem te laten bevrijden. Tijdens zijn ontsnapping vermoordt hij Zach. Die nacht valt hij Vicki aan. Bonnie is in de war van haar krachten en gaat bij haar oma langs. |            |                             |                  |                                                                     |                   |                         |                  |  |
| 6 | 6          | The Lost Girls              | Marcos Siega     | Kevin Williamson & Julie Plec                                       | 15 oktober 2009   | 27 februari 2010        | 7 maart 2010     |  |
| Stefan vertelt zijn en Damons verleden met Katherine aan Elena. In 1864 waren ze allebei verliefd op Katherine, die hen in een vampier veranderde. Damon brengt de dag door met Vicki. Ze voeden elkaar en hij verandert haar in een vampier. Stefan ontdekt dit en probeert haar over te halen om dood te gaan in plaats van de transformatie door te zetten. Logan schiet Stefan neer, maar Damon red hem. Elena besluit de relatie met Stefan te beëindigen. |            |                             |                  |                                                                     |                   |                         |                  |  |
| 7 | 7          | Haunted                     | Ernest Dickerson | Kevin Williamson & Julie Plec (scenario) Andrew Kreisberg (verhaal) | 29 oktober 2009   | 6 maart 2010            | 14 maart 2010    |  |
| Stefan probeert Vicki te helpen met haar honger, maar is niet in staat om haar onder controle te krijgen. Tijdens het halloweenfeest valt ze Jeremy en Elena aan en spietst Stefan Vicki. Elena vraagt aan Stefan om zijn kracht te gebruiken om Jeremy het te laten vergeten. Stefan weet niet zeker of hij dit goed kan, ten slotte biedt Damon zijn hulp aan. |            |                             |                  |                                                                     |                   |                         |                  |  |
| 8 | 8          | 162 Candles                 | Rick Bota        | Barbie Kligman & Gabrielle Stanton                                  | 5 november 2009   | 13 maart 2010           | 21 maart 2010    |  |
| Een oude vampierenvriend, de 350-jarige Lexi, van Stefan komt langs om zijn verjaardag te vieren. Damon levert een doos ijzerkruid aan Sheriff Forbes en vertelt hem welke vampierenjagers er in het dorp zijn. Damon laat Lexi opdraaien voor de moord op een lokale inwoner. |            |                             |                  |                                                                     |                   |                         |                  |  |
| 9 | 9          | History Repeating           | Marcos Siega     | Bryan M. Holdman & Brian Young                                      | 12 november 2009  | 20 maart 2010           | 28 maart 2010    |  |
| Een nieuwe geschiedenisleraar, Alaric Saltzman geeft Jeremy de opdracht om een werkstuk te maken over de lokale geschiedenis. Jenna ontmoet Alaric in de bar. Bonnie heeft dromen over haar voorouder Emily. Damon onthult zijn plan en aan het eind van de avond komt er een onverwachte gast aan de deur bij de familie Gilbert. |            |                             |                  |                                                                     |                   |                         |                  |  |
| 10 | 10         | The Turning Points          | J. Miller Tobin  | Kevin Williamson & Julie Plec & Barbie Kligman                      | 19 november 2009  | 27 maart 2010           | 4 april 2010     |  |
| Jeremy besluit een oude hobby op te pakken, het tekenen van fantasiefiguren. Matt en Caroline brengen steeds meer tijd met elkaar door. Sheriff Forbes vertelt Damon over een nieuwe aanval en komt meer te weten over de families die Mystic Falls hebben gesticht. Stefan en Elena begrijpen elkaar een beetje meer, maar dat verandert wanneer Elena een schokkende ontdekking doet. |            |                             |                  |                                                                     |                   |                         |                  |  |
| 11 | 11         | Bloodlines                  | David Barrett    | Kevin Williamson & Julie Plec (scenario) Sean Reycraft (verhaal)    | 21 januari 2010   | 3 april 2010            | 11 april 2010    |  |
| Damon en Elena reizen naar Georgia om Bree te ontmoeten, een oude liefde van Damon. Stefan probeert Bonnie te helpen met haar nieuwe krachten. Jeremy ontmoet Anna, die gelooft dat er vampieren zijn in Mystic Falls. Stefan vertelt Elena dat hij haar gered heeft na het auto-ongeluk. |            |                             |                  |                                                                     |                   |                         |                  |  |
| 12 | 12         | Unpleasantville             | Liz Friedlander  | Barbie Kligman & Brian Young                                        | 28 januari 2010   | 10 april 2010           | 18 april 2010    |  |
| Stefan en Damon proberen achter de identiteit van de nieuwe vampier te komen. Stefan geeft Elena juwelen die ijzerkruid bevatten om haar vrienden en familie te beschermen. Matt neemt een baan bij Mystic Grill. |            |                             |                  |                                                                     |                   |                         |                  |  |
| 13 | 13         | Children of the Damned      | Marcos Siega     | Kevin Williamson & Julie Plec                                       | 4 februari 2010   | 17 april 2010           | 25 april 2010    |  |
| Stefan en Damon denken terug aan de acties van de dorpelingen in het verleden, inclusief hun vader, Giuseppe Salvatore. Bonnie heeft een afspraak met Ben. Elena helpt Stefan als hij en Damon een wedstrijd hebben wie als eerste het vermiste dagboek in handen heeft van Elena's voorvader. Stefan komt achter de reden van Alarics interesse in het dagboek en de geschiedenis van het dorp. |            |                             |                  |                                                                     |                   |                         |                  |  |
| 14 | 14         | Fool me Once                | Marcos Siega     | Brett Conrad                                                        | 11 februari 2010  | 24 april 2010           | 2 mei 2010       |  |
| Elena wordt wakker en ontdekt dat zij en Bonnie zijn gekidnapt door Anna en Ben. Stefan probeert haar te helpen en vraagt Damon om hulp, maar hij weigert. Met de hulp van Sheila, de oma van Bonnie, lukt het Stefan uiteindelijk Elena en Bonnie te redden. Later vermoordt Stefan Ben, omdat hij niet weg ging uit het dorp, zoals Stefan hem vertelde te doen. Jeremy vraagt Anna uit om mee te gaan naar een feest in het bos, niet wetend dat zij haar redenen heeft om hem te willen ontmoeten. Met de hulp van Bonnie en Sheila, wordt de tombe geopend en Damon realiseert zich dat Katherine niet in de tombe is. Anna gaat de tombe binnen om haar moeder Pearl terug te vinden en helpt haar te ontsnappen door haar te voeden met Elena's bloed. Stefan vertelt Damon dat de spreuk op de tombe alleen tijdelijk is verbroken, en dat ze meteen weg moeten willen ze nog uit de tombe komen. Buiten de tombe ziet Elena hoe verdrietig Damon is, en ze knuffelt hem. Damon bezoekt Anna's hotelkamer, waar ze hem vertelt dat de kerkbewaker Katherine liet ontsnappen en dat ze nooit in de tombe is geweest. Anna geeft toe dat ze Katherine in Chicago weer had gezien in 1983, maar dat het Katherine niet meer om Damon gaf. Thuis komt Bonnie kijken hoe het gaat met haar grootmoeder en realiseert zich dat Sheila niet meer ademt. Bonnie roept om Elena, die een ambulance belt. De episode eindigt ermee dat er een vampier ontsnapt uit de tombe. |            |                             |                  |                                                                     |                   |                         |                  |  |
| 15 | 15         | A Few Good Men              | Joshua Butler    | Brian Young                                                         | 25 maart 2010     | voorjaar 2011 op vijftv | 9 mei 2010       |  |
| Harper, de vampier die uit de tombe is ontsnapt, vermoordt een man in het bos. Matt en Caroline zijn verrast door de terugkomst van Matts moeder Kelly. Stefan en Elena zijn bezorgd over Damons toestand. Damon is door Sheriff Forbes gevraagd om mee te doen aan vrijgezellenveiling voor het goede doel; als tegenprestatie wil hij informatie over Alaric. Alaric ontdekt dat zijn vrouw Isobel de biologische moeder is van Elena en dat zij een vampier is geworden door Damon uit vrije wil. Hij confronteert Damon en het eindigt als Damon Alaric neersteekt. Alaric komt tot leven dankzij een mysterieuze ring. Elena is vastbesloten om alle informatie over haar biologische moeder te vinden en ontdekt dat ze misschien nog in leven is. Aan het einde van de aflevering blijkt dat Harper logeert bij Anna en Pearl. |            |                             |                  |                                                                     |                   |                         |                  |  |
| 16 | 16         | There Goes The Neighborhood | Kevin Bray       | Bryan Oh & Andrew Chambliss                                         | 1 april 2010      | voorjaar 2011 op vijftv | 16 mei 2010      |  |
| Anna brengt samen met haar moeder Pearl een bezoek aan Damon. Ze wil wraak nemen op de stad. Alle vampieren uit de tombe zijn ontsnapt en de meeste logeren in een oude boerderij buiten de stad. Pearl biedt haar hulp aan om Katherine te vinden als Damon haar helpt, maar hij slaat haar aanbod af. Anna gaat onverwachts bij Jeremy op bezoek. Jeremy snijd per ongeluk in zijn hand om Anna te ontmaskeren, ze drinkt zijn bloed, maar wordt onderbroken door Jenna. Elena, Stefan, Caroline en Matt gaan op een ongemakkelijke dubbeldate in de Mystic Grill waar Frederick, een ontsnapte vampier, denkt dat Elena Katherine is. Kelly, Jenna en Damon drinken wat aan de bar, maar Jenna stapt op als er iets lijkt te ontstaan tussen Damon en Kelly.Frederick en zijn vriendin Bethanne breken in in het Salvatore-huis en vallen Stefan en Damon aan. Stefan weet Bethanne te verslaan, maar Frederick kan ontsnappen en keert terug naar de boerderij, waar Pearl hem straft omdat hij de regels heeft overtreden. Anna sluipt Jeremy's kamer in en waarschuwt hem dat hij niet meer in zichzelf moet snijden. Jeremy zegt dat hij dit heeft gedaan omdat hij wil dat Anna hem een vampier maakt. |            |                             |                  |                                                                     |                   |                         |                  |  |
| 17 | 17         | Let the Right One In        | Dennis Smith     | Julie Plec & Brian Young (story)                                    | 8 april 2010      | voorjaar 2011 op vijftv | 23 mei 2010      |  |
| Frederick is nog steeds uit op wraak. Hij vindt een manier om Stefan gevangen te nemen en martelt hem in de kelder van het huis van Pearl. Als Damon en Elena erachter komen, wil Elena meteen mee om Stefan te redden. Damon laat dit niet toe, maar strikt Alaric om hem te helpen. Alaric weigert eerst, maar zwicht daarna als Damon hem belooft dat Pearl zijn vrouw kan terugvinden. Alaric komt er later pas achter dat dit niet waar is. Als Damon en Alaric al in het huis zitten, besluit Elena niet op ze te gaan wachten. Ze pakt een van de vampierwapens die in Alarics tas zaten en sluipt de kelder in, waar ze Stefan vindt. Dan komt Damon en helpt hen uit het huis te komen. Ondertussen probeert Jeremy Anna ervan te overtuigen om hem te veranderen in een vampier. Anna weigert. Als Pearl komt en haar verbiedt nog om te gaan met Jeremy, wordt ze boos en stemt uiteindelijk toe. Als Anna en Pearl thuiskomen, is het hele huis omsingeld door vampiers, die niet willen dat Damon en Alaric weggaan. Eenmaal binnen beschuldigt Damon Pearl ervan om dit op haar geweten te hebben. Pearl en Anna blijven achter in het huis, terwijl Alaric en Damon weggaan. Stefan wordt dan aangevallen door Frederick en staat op het punt om dood te gaan als Elena hem haar bloed laat drinken. Dat geeft Stefan kracht en hij vermoordt Frederick. Op hetzelfde moment vertrekt Caroline van de bar en rijdt terug naar haar huis. Als ze verdwaalt door het slechte weer, gaat ze naar buiten voor een beter signaal voor haar mobiele telefoon. Ze valt in een afgrond, maar rolt maar een paar meter naar beneden. Als ze weer omhoog wil klimmen, vindt ze het lijk van Vicky, waarvan ze dacht dat ze nog leefde. Ze gaat later samen met haar moeder naar Matts huis, om hem te vertellen dat zijn zusje dood is. Jeremy krijgt dit aan de bar ook te horen. Hij schrikt en gaat naar huis, waar Anna op hem staat te wachten. Ze realiseert zich dat Jeremy al die tijd Vicky probeerde te vinden en daarom in een vampier wilde veranderen, en niet omdat hij haar leuk vond. Jeremy geeft dit toe, maar als hij opkijkt is Anna al weg. |            |                             |                  |                                                                     |                   |                         |                  |  |
| 18 | 18         | Under Control               | David Von Ancken | Barbie Kligman & Andrew Chambliss                                   | 15 april 2010     | voorjaar 2011 op vijftv | 30 mei 2010      |  |
| Stefan hunkert naar mensenbloed. Hij heeft het moeilijk om zichzelf onder controle te houden en biecht dit op aan Elena. Stefan vertelt Elena dat hij bang is haar pijn te doen, maar Elena antwoordt dat zij niet bang is. Damon vermoordt John Gilbert, maar even later blijkt dat John weer tot leven is gekomen. Het blijkt dat John net als Alaric een ring heeft die hem in leven houdt. |            |                             |                  |                                                                     |                   |                         |                  |  |
| 19 | 19         | Miss Mystic Falls           | Marcos Siega     | Bryan Oh & Caroline Dries                                           | 22 april 2010     | voorjaar 2011 op vijftv | 6 juni 2010      |  |
| Elena en Caroline concurreren met andere meisjes voor de titel 'Miss Mystic Falls' op de Founders day Gala. Bonnie is weer terug op school maar heeft het nog steeds zwaar na het overlijden van haar oma. Ze doet terughoudend tegen Stefan en Elena. Als Elena vraagt wat er aan de hand is, geeft Bonnie Stefan en Damon de schuld dat haar grootmoeder dood is. Ze wil niet dat Elena moet kiezen tussen haar en Stefan, maar maakt duidelijk dat ze niets meer met hem te maken wil hebben. De politie is uit op een overval van het ziekenhuis in Mystic Falls, er zijn verschillende bloedzakjes gestolen en schakelt de hulp van Damon in. John Gilbert wil Damon 'helpen', maar zijn plannen hebben geen effect. Hij vraagt Damon om een voorwerp, die Pearl van de Gilbert had gestolen, toen zij werd vastgezet in de tombe. Niet veel later komt Anna, om zich te verontschuldigen voor wat de andere vampieren met Stefan hadden gedaan. Damon vraagt haar dan om het voorwerp, waarvan hij niet wil dat het in handen komt van John Gilbert, al heeft hij geen idee wat het is. Anna belooft dat ze haar moeder ernaar gaat vragen. Damon komt erachter dat Stefan een groot geheim heeft; hij heeft de zakken gestolen en bewaart ze in een koelkast in de kelder. Als Damon hem er van beschuldigd geen controle te hebben over zijn honger, wordt Stefan boos. Damon besluit dan, op de Founders day Gala Elena te vertellen dat Stefan zichzelf niet meer is. Elena wordt boos en confronteert Stefan ermee, als hij naar haar toe komt. Hij wordt kwaad en verlaat het huis, een van de andere concurrenten van Elena, Amber, meenemend. Hij dwingt haar met zijn vampierkrachten niet bang voor hem te zijn. Hij probeert zich te bedwingen, maar uiteindelijk drinkt hij haar bloed. Elena vraagt zich ondertussen af waar hij is. Hij zou haar moeten escorteren terwijl ze meedeed aan de wedstrijd. Als hij niet op komt dagen, begint ze bezorgd te worden dat er wat met hem is gebeurd. Damon neemt zijn plaats in. Jeremy komt Anna tegen op het feest en ze maken het weer goed, nadat blijkt dat Jeremy alles over Anna weet, doordat hij Elena's dagboek had gelezen. De wedstrijd verloopt goed en Caroline wint. Elena gaat na de wedstrijd, samen met Damon, Stefan zoeken. Bonnie volgt hen. Stefan probeert ondertussen Amber weg te krijgen zodat hij niet meer in de verleiding komt meer bloed van haar te drinken, maar bedenkt zich. Elena, Damon en Bonnie vinden hem terwijl hij alweer bloed drinkt. Damon probeert hem te stoppen, maar Stefan duwt hem aan de kant, totdat Bonnie haar krachten gebruikt om hem te laten stoppen. Stefan schaamt zich ontzettend en trekt zich terug in zijn huis. Wanneer Damon teruggaat naar het feest geeft Pearl hem het mysterieuze voorwerp waarnaar hij had gevraagd. Ook zij heeft geen idee wat het is. Elena gaat naar het huis van Stefan en probeert hem te kalmeren. Aan het eind steekt ze een naald in zijn rug en slepen Damon en Elena hem mee naar de kerker. |            |                             |                  |                                                                     |                   |                         |                  |  |
| 20 | 20         | Blood Brothers              | Liz Friedlander  | Kevin Williamson & Julie Plec                                       | 29 april 2010     | voorjaar 2011 op vijftv | 20 juni 2010     |  |
| In deze aflevering herinneren Stefan en Damon zich het verleden en hoe ze vampier zijn geworden. Stefan zat opgesloten en zit dat nog altijd, hij laat zich verhongeren en wil sterven. Stefan besluit uiteindelijk te vechten tegen het bloed en verder te leven. |            |                             |                  |                                                                     |                   |                         |                  |  |
| 21 | 21         | Isobel                      | J. Miller Tobin  | Caroline Dries & Brian Young                                        | 6 mei 2010        | voorjaar 2011 op vijftv | 27 juni 2010     |  |
| Isobel komt terug en wil het apparaat dat Pearl aan Damon gegeven heeft. Wanneer Elena en Stefan erachter komen dat het een wapen tegen vampiers is vragen ze aan Bonnie om de spreuk die erop ligt om het te doen werken er af te halen. Wat ze niet weten is dat Bonnie net deed alsof ze de spreuk ophief, terwijl dit eigenlijk niet zo was. |            |                             |                  |                                                                     |                   |                         |                  |  |
| 22 | 22         | Founder's Day               | Marcos Siega     | Bryan Oh & Andrew Chambliss                                         | 13 mei 2010       | voorjaar 2011 op vijftv | 4 juli 2010      |  |
| Tijdens de Founder's Day is iedereen druk bezig met de praalwagens en het vuurwerk. Jeremy, nog steeds boos op Elena door haar leugens, zoekt gezelschap van Anna. Ze geeft hem een buisje met haar bloed en biedt hem de keuze om een vampier te worden. Damon en Alaric werken samen om John Gilbert te stoppen. Hij activeert het apparaat wat ervoor zorgt dat alle vampieren in de buurt een zeer hoge piep horen en herkenbaar zijn. De vampieren worden verdoofd met ijzerkruid. Caroline heeft inwendige bloedingen door een auto-ongeluk met Tyler. De suggestie wordt gewekt dat Tyler en zijn vader, de burgemeester, geen normale mensen zijn. John vermoordt Anna en steekt veel van de verdoofde tombe-vampieren in brand. Tylers vader sterft ook in de brand. Stefan realiseert zich dat hij ondanks alles van zijn broer houdt. Bonnie redt Stefan en Damon van Johns brand om Elena een plezier te doen, maar vertelt Stefan dat als Damon een onschuldig persoon vermoordt, ze zich niet inhoudt om zich te wraken. Damon realiseert zich dat er iets goeds in hem zit en dat hij een beter mens wil worden. Jeremy hoort van Anna's dood en drinkt haar bloed op. Hierna neemt hij een overdosis pillen, hopend dat zijn verdriet ophoudt als hij een vampier is. Damon zoent 'Elena' en merkt dat er iets vreemds is. 'Elena' komt haar huis binnen en vermoordt John Gilbert, die haar herkent als Katherine. De echte Elena komt later thuis want ze zou haar jurk opgaan halen, Ze is verward omdat haar jurk door iemand anders al is opgehaald. Het seizoen eindigt met Elena die het huis binnen komt en naar de keuken loopt waar Katherine is. |            |                             |                  |                                                                     |                   |                         |                  |  |

### Seizoen 2 (2010-2011)
| Nr. | Aflevering | Titel                    | Regisseur        | Schrijver(s)                               | Uitzenddatum      | Uitzenddatum      | Uitzenddatum |  |
| --- | ---------- | ------------------------ | ---------------- | ------------------------------------------ | ----------------- | ----------------- | ------------ |  |
| 23 | 1          | The Return               | J. Miller Tobin  | Kevin Williamson & Julie Plec              | 9 september 2010  | 24 maart 2012     | NNB          |  |
| Elena komt thuis en schrikt van wat er gebeurd is met Jeremy en oom John. Bonnie, Matt en Damon wachten in het ziekenhuis met Sheriff Forbes, die afwacht of Caroline het auto-ongeluk heeft overleefd. Elena en Damon hebben een verwarrend gesprek over de gebeurtenissen van de avond. Dan realiseert Damon zich dat Katherine terug is. Hij en Stefan zoeken uit waarom ze terug is en of ze een gevaar is voor Mystic Falls. Tylers oom, Mason, arriveert in de stad om zijn familie bij te staan, die nog steeds rouwen om de dood van de burgemeester. |            |                          |                  |                                            |                   |                   |              |  |
| 24 | 2          | Brave New World          | John Dahl        | Brian Young                                | 16 september 2010 | 31 maart 2012     | NNB          |  |
| Een verwarde en radeloze Caroline verlaat het ziekenhuis en voegt zich bij haar vrienden op de Mystic Falls Kermis. Damon wil actie ondernemen, maar Stefan en Elena beschermen Caroline. Matt is misleid door Carolines gedrag, maar probeert zijn gevoelens aan haar te verklaren. Damon vertrouwt Tylers oom Mason niet en probeert door Tyler achter zijn geheim te komen. Bonnie is boos op alles rond haar heen en reageert haar af op Damon. |            |                          |                  |                                            |                   |                   |              |  |
| 25 | 3          | Bad Moon Rising          | Patrick Norris   | Andrew Chambliss                           | 23 september 2010 | 7 april 2012      | NNB          |  |
| Elena, Damon en Alaric reizen af naar de universiteit van Duke om Isobels onderzoek over volkskunde en het paranormale te doorzoeken om te kijken of ze daar een verklaring kunnen vinden voor het mysterie rond de Lockwood familie. Isobels oude studente, Vanessa, biedt aan om hen door dat onderzoek te leiden en leert daardoor zelf ook heel wat nieuwe dingen. Stefan komt oog in oog te staan met een nieuw gevaar in de bossen, en Tyler doet een schokkende ontdekking over Mason. |            |                          |                  |                                            |                   |                   |              |  |
| 26 | 4          | Memory Lane              | Rob Hardy        | Caroline Dries                             | 30 september 2010 | 14 april 2012     | NNB          |  |
| Stefan neemt drastische maatregelen om de echte reden waarom Katherine terug is in Mystic Falls te weten te komen en is geschokt wanneer ze nieuwe geheimen over wat er echt gebeurd is in 1864 onthuld. Damon probeert een nieuwe techniek uit om zijn problemen met Mason op te lossen maar dat komt hem duur te staan. Tyler dringt aan bij Mason om hem de waarheid over de Lockwoods te vertellen. Wanneer Katherine komt met een ultimatum blijken Stefan en Elena nog maar een paar keuzes over te hebben. |            |                          |                  |                                            |                   |                   |              |  |
| 27 | 5          | Kill Or Be Killed        | Jeff Woolnough   | Mike Daniels                               | 7 oktober 2010    | 21 april 2012     | NNB          |  |
| Tyler leert meer over de Lockwood-vloek van Mason. Stefan en Damon hebben een meningsverschil over hoe ze Mason aan moeten pakken. Elena probeert Jeremy buiten het Lockwood mysterie te houden, maar Jeremy doet juist een poging om met Tyler om te gaan. Mason geeft Sheriff Forbes beangstigende informatie, welke leidt tot een nacht van geweld, bekentenis en liefdesverdriet. |            |                          |                  |                                            |                   |                   |              |  |
| 28 | 6          | Plan B                   | John Behring     | Elizabeth Craft & Sarah Fain               | 21 oktober 2010   | 28 april 2012     | NNB          |  |
| Katherine kiest een nieuw slachtoffer. Ondanks Elena's pogingen om Jeremy te beschermen, biedt hij aan om Damon en Alaric te helpen om met Katherine af te rekenen. Sheriff Forbes en Caroline hebben een aantal zeldzame moederdochter momenten. Bonnie komt per ongeluk nieuwe informatie over Mason te weten en deelt dit met Stefan, waardoor Damon het heft in eigen handen neemt. |            |                          |                  |                                            |                   |                   |              |  |
| 29 | 7          | Masquerade               | Charles Beeson   | Kevin Williamson & Julie Plec              | 28 oktober 2010   | 5 mei 2012        | NNB          |  |
| Stefan en Damon zinnen op een nieuw plan om Katherine te pakken te krijgen tijdens het gemaskerde bal van de Lockwoods. Katherine belt haar oude vriendin Lucy om naar het bal te gaan. Bonnie, Jeremy en Alaric doen alles wat ze kunnen om Stefan en Damon te helpen, maar Katherine heeft een verrassing die niemand voor mogelijk had kunnen houden. Het feest neemt een wending als Matt en Tyler een drinkspel beginnen met vrienden. |            |                          |                  |                                            |                   |                   |              |  |
| 30 | 8          | Rose                     | Liz Friedlander  | Brian Young                                | 4 november 2010   | 12 mei 2012       | NNB          |  |
| Stefan en Damon komen om Elena te helpen en leren verrassende dingen over mensen, vampieren en gebeurtenissen in het verleden. Jeremy helpt Bonnie nadat ze een moeilijke en uitputtende spreuk gedaan heeft. Caroline doet wat ze kan om het makkelijker voor Tyler te maken. Stefan en Damon komen tot een nieuwe afspraak met elkaar. |            |                          |                  |                                            |                   |                   |              |  |
| 31 | 9          | Katerina                 | J. Miller Tobin  | Andrew Chambliss                           | 11 november 2010  | 19 mei 2012       | NNB          |  |
| Elena zorgt ervoor dat ze in een gevaarlijke situatie komt wanneer ze op zoek gaat naar de waarheid van Katherines verleden en wat haar eigen toekomst in zou kunnen houden. Omdat ze weet dat Stefan haar plan nooit goed zal vinden, zorgt ze ervoor dat Caroline haar mond zal houden. Damon gaat samen met een nieuwe vertrouweling op zoek naar het echte doel en de echte krachten van de maansteen. Jeremy en Bonnie ontmoeten Luka, een nieuwe leerling met een verrassende familiegeschiedenis. |            |                          |                  |                                            |                   |                   |              |  |
| 32 | 10         | The Sacrifice            | Ralph Hemecker   | Caroline Dries                             | 2 december 2010   | 26 mei 2012       | NNB          |  |
| Elena beslist om de touwtjes in eigen handen te nemen en biedt Rose een aantrekkelijke stimulans om haar te helpen. Hoewel, wanneer dingen een onverwachte wending nemen rekent Rose erop dat het plan wat Elena begonnen is door Damon afgehandeld wordt. Jeremy's roekeloze poging om Bonnie te helpen met het terugkrijgen van de maansteen zorgt ervoor dat hij in een levensbedreigende situatie komt, waardoor Stefan zichzelf in gevaar moet brengen. Bonnie en Luka krijgen een hechtere band. Tyler laat Caroline de Lockwood kelder zien, waar ze een ontdekking doen waardoor ze beide doodsbang worden. |            |                          |                  |                                            |                   |                   |              |  |
| 33 | 11         | By the Light of the Moon | Elizabeth Allen  | Mike Daniels                               | 9 december 2010   | 2 juni 2012       | NNB          |  |
| De volle maan komt dichterbij en Caroline helpt Tyler voorbereiden op zijn onvermijdelijke transformatie. Terwijl Stefan en Katherine elkaar proberen te manipuleren, zijn Damon en Alaric achterdochtig wanneer een vreemde genaamd Jules Mystic Falls bezoekt, op zoek naar haar vermiste vriend, Mason. Elena is gefrustreerd door de risico's die Jeremy en haar vrienden hebben genomen om haar te beschermen. Bonnie en Luca werken samen aan een spreuk, terwijl ze nog steeds geheimen voor elkaar bewaren. Ten slotte komt Elijah onverwachts opdagen met een aanbod dat alles zou kunnen veranderen. |            |                          |                  |                                            |                   |                   |              |  |
| 34 | 12         | The Descent              | Marcos Siega     | Sarah Fain & Elizabeth Craft               | 27 januari 2011   | 9 juni 2012       | NNB          |  |
| Stefan heeft zijn eigen ideeën over Elena's nieuwe plan voor de toekomst. Terwijl Damon de waarheid bij Jules probeert te halen, vraagt hij Elena om op Rose te passen, een situatie die onverwacht gevaarlijk uitpakt. Caroline en Matt proberen eerlijk te zijn over hun gevoelens voor elkaar, en Tylers reactie op Carolines ruimhartigheid komt als een verrassing voor haar. Damon heeft moeite met het verbergen van zijn echte gevoelens wanneer een situatie van leven en dood hem meer doet dan hij had verwacht. |            |                          |                  |                                            |                   |                   |              |  |
| 35 | 13         | Daddy Issues             | Joshua Butler    | Kevin Williamson & Julie Plec              | 3 februari 2011   | 16 juni 2012      | NNB          |  |
| John Gilberts terugkeer naar Mystic Falls komt als een onaangename verrassing voor Elena, Jenna en Damon. Caroline vertelt Stefan over haar gesprek met Tyler en Stefan doet een poging om met de verwarde en in tweestrijd staande Tyler te praten. Jeremy troost Bonnie na haar verwarrende gesprek met Jonas. Wanneer Jules iemand ontvoert loopt de situatie uit de hand tot een gewelddadige situatie. |            |                          |                  |                                            |                   |                   |              |  |
| 36 | 14         | Crying Wolf              | David Von Ancken | Brian Young                                | 10 februari 2011  | 22 september 2012 | NNB          |  |
| Stefan en Elena gaan naar het vakantiehuis van de Gilberts met als bedoeling dat het een romantisch weekend wordt, maar hebben niet door dat ze gevolgd worden. Jenna begint zich zorgen te maken omdat ze denkt dat Alaric niet eerlijk tegen haar is. Jules legt het belang van de Vloek van de Zon en de Maan uit aan Tyler, maar ze vergeet een belangrijk detail. Damon woont een bijeenkomst van de Historische Vereniging bij met als doel te praten met Elijah, maar die geeft geen geheimen weg. Met de hulp van Caroline en Jeremy past Bonnie een aantal listige maatregelen op Luka toe waardoor ze schokkende, nieuwe informatie van hem krijgt. Als laatste geeft Tyler relatieadvies aan Matt. |            |                          |                  |                                            |                   |                   |              |  |
| 37 | 15         | The Dinner Party         | Marcos Siega     | Andrew Chambliss                           | 17 februari 2011  | 29 september 2012 | NNB          |  |
| Stefan vertelt Elena over een wat mindere periode uit zijn leven en over de verrassende persoon waarvan de invloeden alles veranderden. Nadat Jonas de waarheid van Luka heeft gehoord, maakt hij zijn gevoelens tegenover Bonnie en Jeremy duidelijk. Damon organiseert een diner voor Jenna, Alaric, Andie en hemzelf om Elijah op een moment te pakken dat hij het niet verwacht, maar informatie die op het laatste moment komt gooit roet in het eten. |            |                          |                  |                                            |                   |                   |              |  |
| 38 | 16         | The House Guest          | Michael Katleman | Caroline Dries                             | 24 februari 2011  | 6 oktober 2012    | NNB          |  |
| Katherines misleidende spelletjes werken bij iedereen op de zenuwen, maar Damon, Stefan en Elena realiseren zich dat haar kennis over de geschiedenis van Mystic Falls hen zal helpen in leven te blijven. Caroline is gefrustreerd door haar relatie met Matt en vindt een nieuwe manier om zijn aandacht te krijgen. Alaric doet een verrassende bekentenis aan Jenna, en Katherine doet een ander soort bekentenis aan Damon. Stefan en Bonnie proberen Jonas en Luka te overtuigen dat ze met zijn allen samen zouden moeten werken, maar Jonas' gebrek aan vertrouwen leidt tot een gewelddadige en felle confrontatie. |            |                          |                  |                                            |                   |                   |              |  |
| 39 | 17         | Know thy enemy           | Michael Katleman | Caroline Dries                             | 7 april 2011      | 13 oktober 2012   | NNB          |  |
| Elena en Alaric vliegen John aan wanneer Isobels terugkomst Jenna in shock laat. Bonnie werkt samen met Damon en Jeremy om de spreuk die ze nodig hebben voor het gebruik van haar voorouders' krachten te vinden. Caroline heeft liefdesverdriet en weet niet wat ze met Matt aan moet. Stefan en Damon realiseren zich dat ze een nieuw geheim wapen hebben. |            |                          |                  |                                            |                   |                   |              |  |
| 40 | 18         | The last Dance           | John Behring     | Michael Narducci                           | 14 april 2011     | 20 oktober 2012   | NNB          |  |
| Als de school een 1960s Decade Dance wil geven, begint Elena angstaanjagende berichten van Klaus te krijgen via een wel heel ongewone bron. Bonnie probeert Jeremy ervan te overtuigen dat ze sterk genoeg is om Elena te helpen, maar een bezorgde Jeremy vraagt Stefan om advies. Caroline overtuigt Matt om haar mee te nemen naar de Decade Dance. Damon en Alaric zijn chaperonnes op het feest omdat ze verwachten dat Klaus zal komen opdagen, maar Klaus speelt een ingewikkeld spel dat iedereen op zijn hoede houdt. Ten slotte komt Damon met een nieuw plan dat iedereen choqueert en van streek maakt. |            |                          |                  |                                            |                   |                   |              |  |
| 41 | 19         | Klaus                    | Joshua Butler    | Kevin Williamson & Julie Plec              | 21 april 2011     | 27 oktober 2012   | NNB          |  |
| Stefan en Damon zijn woedend wanneer ze erachter komen dat Elena een nieuwe bondgenoot heeft gemaakt om Klaus uit te schakelen zonder hen daarbij te betrekken. Onenigheid over hoe ze Elena gaan beschermen leidt tot grote spanning tussen de gebroeders Salvatore. Ondertussen heeft Stefan zijn handen vol om een verwarde en bange Jenna veilig te houden. Flashbacks naar 1491 onthullen Katherines ontmoeting met Elijah en Klaus en de herkomst van de vloek van de Maansteen. Elena ontdekt choquerende informatie over Klaus' motieven. Alaric komt ook in deze aflevering voor. |            |                          |                  |                                            |                   |                   |              |  |
| 42 | 20         | The last Day             | J. Miller Tobin  | Andrew Chambliss & Brian Young             | 28 april 2011     | 3 november 2012   | NNB          |  |
| In de hoop te voorkomen dat Elena geofferd wordt dwingt Damon haar zijn bloed te drinken maar Stefan komt binnen voor Damon Elena kan vermoorden. Alaric moet van Claus de boodschap brengen dat het ritueel diezelfde avond zal doorgaan en Elijah heeft een elexir waarvan hij hoopt dat het Elena kan redden. Elena vertelt Stefan dat ze niet getransformeerd wil worden wanneer ze samen haar laatste dag doorbrengen. Damon laat Katharina vertellen waar Claus zijn vampier (Caroline) en weerwolf (Tyler) vasthoudt maar weet niet dat Claus een Back-up plan heeft in de hoop het ritueel een maand uit te stellen. Het back-up plan slaat op Jules als weerwolf en de net getransformeerde Jenna die door Katharina in de val is gelokt. Terwijl Damon Caroline en Tyler bevrijdt wordt Damon gebeten door Tyler die aan het veranderen is. |            |                          |                  |                                            |                   |                   |              |  |
| 43 | 21         | The Sun also rises       | Paul M. Sommers  | Caroline Dries & Mike Daniels              | 5 mei 2011        | 10 november 2012  | NNB          |  |
| De offering begint met Jenna als vampier, Jules als weerwolf en Elena als dubbelganger. Als Damon, Matt en Caroline samen met Tyler door het bos lopen wordt Damon door Tyler gebeten die aan het veranderen is. Damon rent weg en Caroline en Matt kunnen zich verstoppen voor Tyler. Caroline komt erachter dat haar moeder weet dat ze een vampier is. Bonnie maakt zich klaar om Klaus uit te schakelen. Tijdens de offering worden zowel Jules, Jenna als Elena gedood (Elena komt weer tot leven, niet als vampier, dankzij een spreuk van Bonnie). Bonnie kan Klaus neerhouden zodat Elijah Klaus kan doden, maar op het laatste moment bedenkt hij zich omdat Klaus belooft om zijn broer te herenigen met zijn overleden familieleden. |            |                          |                  |                                            |                   |                   |              |  |
| 44 | 22         | As I lay dying           | John Behring     | Turi Meyer & Al Septien & Michael Narducci | 12 mei 2011       | 17 november 2012  | NNB          |  |
| Nu Damon gebeten is door Tyler, heeft hij niet veel tijd meer over. Daarom gaat Stefan op zoek naar een remedie. Maar de prijs van die remedie is zeer groot. Hij moet namelijk 'human blood' drinken van Klaus. Ondertussen brengt Elena Damons laatste minuten bij hem door en kust hem eindelijk, dan komt Katherine en brengt de remedie, namelijk Klaus' bloed. Ze brengt de hartverscheurende boodschap dat Stefan alles heeft opgegeven om Damon te redden. Maar de laatste verrassing is zeker de nieuwe kracht van Jeremy: hij kan namelijk de doden zien. |            |                          |                  |                                            |                   |                   |              |  |

### Seizoen 3 (2011-2012)
| Nr. | Aflevering | Titel                   | Regisseur          | Schrijver(s)                                                           | Uitzenddatum      | Uitzenddatum          | Uitzenddatum |  |
| --- | ---------- | ----------------------- | ------------------ | ---------------------------------------------------------------------- | ----------------- | --------------------- | ------------ |  |
| 45 | 1          | The Birthday            | John Behring       | Kevin Williamson & Julie Plec                                          | 15 september 2011 | 4 mei 2013            | NNB          |  |
| Stefan is losgeslagen na jaren van zelfbeheersing en laat een spoor van terreur achter. Damon gaan op zoek naar zijn broer waardoor zijn vriendin Andy wordt vermoord door Stefan. Stefan probeert zo loyaal mogelijk te zijn tegen Klaus, maar kan het niet laten om Elena te bellen die zegt dat het wel goed zal komen. Caroline en Tyler voelen zich tot elkaar aangetrokken en gaan met elkaar naar bed maar de volgende ochtend wanneer Caroline wil vertrekken, loopt ze in de val van Tylers moeder (Carol) die vermoedde dat Caroline een vampier is. |            |                         |                    |                                                                        |                   |                       |              |  |
| 46 | 2          | The Hybrid              | Joshua Butler      | Al Septien & Turi Meyer                                                | 22 september 2011 | 11 mei 2013           | NNB          |  |
| Stefan en Klaus hebben het Pack gevonden en Klaus heeft ze getransformeerd naar Hybrids, maar de nieuwe Hybrids slagen los en Klaus moet ze doden. Stefan ziet Elena, Damon en Alaric naar hem zoeken en redt Damon van een nog loslopende Hybrid. Hierdoor weet Damon dat Stefan toch nog niet heeft opgegeven en hij belooft Elena dat hij Stefan zal terugvinden. Maar eerst wil hij weten waarom ze plots weg wilde uit het bos en moet Elena toegeven dat ze geeft om Damon en dat ze niet wilde dat hij gewond zou raken. |            |                         |                    |                                                                        |                   |                       |              |  |
| 47 | 3          | The End of the Affair   | Chris Grismer      | Caroline Dries                                                         | 29 september 2011 | 18 mei 2013           | NNB          |  |
| Klaus en Stefan arriveren in Chicago. We gaan terug naar de jaren 20 waar we meer komen te weten over Stefan zijn verleden. Tevens ontmoet hij de vampier Rebekah, met wie hij toen een relatie had. Zij is echter nog niet helemaal over hem heen. Damon krijgt informatie over waar Stefan is, uit een onverwachte hoek. Hij en Elena gaan naar Chicago om Stefan ertoe over te halen weer terug te keren. Tyler maakt zich zorgen over Caroline die nog steeds gevangen is. Hij gaat naar Caroline haar moeder voor hulp. |            |                         |                    |                                                                        |                   |                       |              |  |
| 48 | 4          | Disturbing Behavior     | Wendey Stanzler    | Brian Young                                                            | 6 oktober 2011    | 25 mei 2013           | NNB          |  |
| Stefan en Klaus zijn nog steeds in Chicago, Klaus gebruikt Gloria (een heks die hij nog kent van de jaren 20) om hem te helpen erachter te komen waarom zijn plan niet werkt. Gloria haar spreuken laten meer informatie over de waarheid zien maar ze realiseert zich dat ze Stefan nodig heeft om de puzzel compleet te maken. Stefan brengt zich zelf in gevaar maar krijgt hulp uit een onverwachte hoek. In Mystic Falls is er een nieuwe vijand die Damon het leven zuur maakt. Caroline worstelt nog met haar eigen gevoelens terwijl ze Elena helpt om haar gevoelens onder ogen te zien. Jeremy komt in contact met Anna maar die laat hem nog meer gefrustreerd achter. |            |                         |                    |                                                                        |                   |                       |              |  |
| 49 | 5          | The Reckoning           | John Behring       | Michael Narducci                                                       | 13 oktober 2011   | 1 juni 2013           | NNB          |  |
| Ondanks alles wat er is gebeurd, wil Caroline dat Elena, Bonnie, Matt en Tyler meedoen aan een traditioneel Senoir Prank Night voordat het nieuwe schooljaar begint, maar wanneer er een onuitgenodigde gast komt opdagen duurt het niet lang voordat de avond een dodelijke wending krijgt. Damon en Katherine zijn op zoek naar een vampier die Klaus kan verslaan. Damon wil dat Jeremy zijn contacten met de doden gebruikt om die vampier te vinden. Klaus gebruikt zijn krachten tegen Stefan en gebruikt Stefan voor avond vol met geweld. |            |                         |                    |                                                                        |                   |                       |              |  |
| 50 | 6          | Smells like Teen Spirit | Rob Hardy          | Julie Plec & Caroline Dries                                            | 20 oktober 2011   | 8 juni 2013           | NNB          |  |
| Ten gevolge van zijn zelfmoordpoging kan Matt zijn zus Vicky ook terugzien en zij kan hem overhalen mee te doen aan een ritueel zodat ze kan terugkomen. Katherine heeft Mikael (de vampier die Klaus kan verslaan) gevonden en wordt later door hem leeggezogen. Tyler maakt misbruik van zijn krachten en is weer de eikel geworden die hij vroeger was. Stefan zijn menselijkheid is weg en hij moet Elena beschermen van Klaus maar Elena ergert zich dood aan Stefan. Bonnie en Matt werken aan een ritueel om Vicky terug naar haar eigen wereld te sturen, terwijl Elena, Alaric en Damon een val opzetten voor Stefan. |            |                         |                    |                                                                        |                   |                       |              |  |
| 51 | 7          | Ghost World             | David Jackson      | Rebecca Sonnenshine                                                    | 27 oktober 2011   | 15 juni 2013          | NNB          |  |
| Mason Lockwood, die door de opening in de werelden terug kon komen, wil Damon een grot laten zien. Lexi helpt Elena met Stefan. Een aantal Vampiergeesten willen wraak nemen op de Founders-families. En Bonnies oma helpt Bonnie om de deur weer te kunnen sluiten, maar hiervoor heeft ze de ketting van de originele heks nodig en daar is Anna mee weg. Nadat Bonnie het toch heeft kunnen vernietigen om de deur naar de geestenwereld te sluiten, maakt de ketting zichzelf terug. |            |                         |                    |                                                                        |                   |                       |              |  |
| 52 | 8          | Ordinary People         | J. Miller Tobin    | Nick Wauters (verhaal) Julie Plec & Caroline Dries (scenario)          | 3 november 2011   | 22 juni 2013          | NNB          |  |
| Alaric, Damon en Elena proberen het prentenverhaal vanuit de grot te reconstrueren. Rebekah vertelt Elena over de tijdsperiode voor en wanneer ze getransformeerd werden in vampiers. Mikael blijkt Rebekahs en Klaus' vader te zijn en hun moeder de originele heks. Hun jongste zoon werd gedood door een weerwolf en Mikael wilde wraak, omdat hun moeder een buitenechtelijk kind, Klaus, had. Hij heeft hen veranderd in vampiers. Rebekah heeft zich door Klaus laten wijsmaken dat hun moeder vermoord is door hun vader, terwijl Klaus daar de schuldige van is. Dit is ook de reden dat Klaus zo bang is; hun vader wil zijn wraak. Damon laat Stefan vrij en als Damon wordt bedreigd door Mikael, blijkt dat Stefan toch nog menselijkheid in zich heeft door Damon te redden. Elena denkt dat Stefan beter kan worden; niet omdat hij van Elena houdt, maar omdat hij van zijn broer houdt. |            |                         |                    |                                                                        |                   |                       |              |  |
| 53 | 9          | Homecoming              | Joshua Butler      | Evan Bleiweiss                                                         | 10 november 2011  | 29 juni 2013          | NNB          |  |
| Op de avond van het Homecoming feest legt Rebekah aan Elena uit waarom deze avond voor haar zo belangrijk is. Ze is namelijk nog nooit naar een Homecoming feest geweest omdat ze altijd op de vlucht was voor haar vader Mikael. Elena geeft haar de ketting terug, die oorspronkelijk ook aan Rebekah toebehoort. Om uit te sluiten dat Rebekah het plan verstoort, heeft ze besloten om Rebekah tijdelijk te doden. Ondertussen zetten Damon en Elena, samen met Mikael, verder hun plan op, om Klaus te doden. Caroline en Matt zijn beiden geshockeerd door het gedrag van Tyler, gedurende de avond. De avond krijgt een andere wending wanneer Stefan besluit om Damon ervan te weerhouden, om Klaus te doden. |            |                         |                    |                                                                        |                   |                       |              |  |
| 54 | 10         | The New Deal            | John Behring       | Michael Narducci                                                       | 5 januari 2012    | 6 juli 2013           | NNB          |  |
| Stefan hoeft, na het redden van zijn leven, Klaus niet meer te dienen, maar Stefan wil wraak. Hij steelt de kisten van de familie van Klaus en verbergt deze in het oude heksenhuis in Mystic Falls. Stefan vraagt Bonnie om hem te helpen de kisten te verbergen voor Klaus. Stefan wil dat Klaus nu zijn regels volgt. Klaus start met het onder druk zetten van Elena om haar er toe te dwingen hem naar Stefans verblijfplaats te leiden. Hierdoor komt de familie van Elena in gevaar en uiteindelijk vraagt zij Damon om Jeremy te laten geloven dat hij uit Mystic Falls moet verhuizen omdat het te gevaarlijk wordt. |            |                         |                    |                                                                        |                   |                       |              |  |
| 55 | 11         | Our Town                | Wendey Stanzler    | Rebecca Sonnenshine                                                    | 12 januari 2012   | 13 juli 2013          | NNB          |  |
| Stefan wil dat Klaus zijn Hybrids uit de stad weghaalt maar Klaus houdt niet van gehoorzamen dus drijft hij Stefan tot het uiterste. Hiervan is Elena het slachtoffer. |            |                         |                    |                                                                        |                   |                       |              |  |
| 56 | 12         | The Ties that bind      | John Dahl          | Brian Young                                                            | 19 januari 2012   | 20 juli 2013          | NNB          |  |
| Elena en Bonnie gaan op zoek naar Bonnies moeder maar lopen in een val. Elena vertelt Stefan dat ze Damon gekust heeft. Klaus komt de verstopplek van de kisten te weten maar dan heeft Damon de belangrijkste al weggehaald. Damon probeert de vriendin van Alaric te doorgronden en Damon heeft Elijah vrijgelaten. |            |                         |                    |                                                                        |                   |                       |              |  |
| 57 | 13         | Bringing out the Dead   | Jeffrey Hunt       | Turi Meyer & Al Septien                                                | 2 februari 2012   | 27 juli 2013          | NNB          |  |
| Bonnie en haar moeder proberen samen een spreuk om de vierde kist te openen. Stefan en Damon worden uitgenodigd voor een etentje bij Klaus en Elijah. Aan het eind van dat etentje komen Rebekah en de rest van de familie behalve hun vader (die al dood is) weer terug; ook hun moeder, die zegt dat ze Klaus vergeeft en weer samen een gezin met hen wil zijn. Carolines vader wordt vermoord met vampierbloed in zijn systeem. Hij wil zijn transformatie niet voltooien en weigert mensenbloed te drinken dus sterft. Ook Alaric wordt neergestoken maar leeft nog wanneer Elena en Matt hem vinden. Alaric vraagt dat Elena hem doodt, zodat hij een bovennatuurlijke dood heeft en zijn ring hem kan terugbrengen. Aan het einde van de aflevering vertellen Damon en Stefan beiden aan elkaar dat ze van Elena houden. |            |                         |                    |                                                                        |                   |                       |              |  |
| 58 | 14         | Dangerous Liaisons      | Chris Grismer      | Caroline Dries                                                         | 9 februari 2012   | najaar 2013 op vijftv | NNB          |  |
| Elena wordt door Esther uitgenodigd voor hun bal en voor een intiem gesprek. Damon wil Elena niet laten gaan, maar Stefan denkt nog steeds dat Esther Klaus kan en wil doden en hij wil wel dat ze gaat. Tyler is nog steeds weg en Caroline gaat naar het bal op uitnodiging van Klaus. Rebekah wil Matt vermoorden om Elena te pesten, maar Matts vriendelijkheid houdt haar tegen. Esther heeft een plan om de familie te verbinden als één en heeft daarvoor Elena nodig. Alleen de oudste zoon van Esther is op de hoogte van het plan, maar hij is bereid te sterven. Stefan wil niet dat zijn gevoelens terugkomen en Caroline vertelt Klaus wat ze van hem denkt, waar hij niet zo blij mee is. |            |                         |                    |                                                                        |                   |                       |              |  |
| 59 | 15         | All my Children         | Pascal Verschooris | Evan Bleiweiss & Michael Narducci                                      | 16 februari 2012  | najaar 2013 op vijftv | NNB          |  |
| Elijah heeft door dat Elena liegt en wanneer ze dat toegeeft en vertelt wat Esther echt met hen van plan is, sluit hij Elena op met Rebekah. Esther heeft Bonnie en haar moeder nodig om haar kinderen weer in mensen te veranderen. Elijah bedreigt Damon en Stefan dat als zij Esther niet voor volle maan hebben gestopt, Rebekah Elena zal vermoorden. Omdat Damon en Stefan Bonnie, haar moeder en Elena niet willen vermoorden, besluiten ze Bonnies moeder in een vampier te veranderen. Elijah is niet trots op wat hij deed en gaat weg. Rebekah komt erachter dat er van de boom die hen gemaakt heeft nog een exemplaar bestaat. Alarics vriendin (Dokter Fell) blijkt de geheime moordenaar te zijn. Als zij hem met het mes ziet waar hij zelf mee is neergestoken, schiet ze hem neer. |            |                         |                    |                                                                        |                   |                       |              |  |
| 60 | 16         | 1912                    | John Behring       | Julie Plec & Elisabeth R. Finch                                        | 15 maart 2012     | najaar 2013 op vijftv | NNB          |  |
| Damon wil Stefan helpen om met bloed om te gaan zonder gek te worden. Rebekah komt te weten dat de familie Salvatore een reeks bomen beheerde en ze misschien documenten hebben over de witte eik, maar dan heeft ze het Salvatore archief nodig. Elena en Matt breken in bij Dr. Fell en vinden daar een dagboek van de Gilbert familie. De eigenares van het dagboek, Samantha, bleek gek te zijn en mensen te vermoorden. Damon denkt aan Samantha, een meisje dat hij en stefan op een begrafenis van een neef hebben gezien en die hij later heeft vermoord. Hij vraagt zich af hoe zij het kan zijn aangezien hij geen vampier heeft gemaakt van haar. Ook Dokter Fell verdenkt Samantha (wegens het dagboek dat Matt heeft gestolen) en ze denkt dat de ring van Alaric wordt beïnvloed door Samantha. |            |                         |                    |                                                                        |                   |                       |              |  |
| 61 | 17         | Break On Through        | Lance Anderson     | Rebecca Sonnenshine                                                    | 22 maart 2012     | najaar 2013 op vijftv | NNB          |  |
| Alaric ondergaat een scan in de hoop dat Meredith iets ontdekt dat zijn gedrag verklaart en Bonnie maakt een kruidendrankje voor Alaric. Stefan ontdekt dat Samantha ook moordde zonder haar ring toen ze op zelfmoordcontrole zat en geen enkele bezitting bij haar mocht houden. Dus Alaric is ook kwetsbaar zonder ring. Damon maakt een plan met Sage dat ze Rebekahs gedachten kan doorpluizen om iets te vinden om Klaus te doden. Maar bij Damon ontdekt ze ook dat de originele familie nu met elkaar verbonden is. Om te voorkomen dat er iets met haar geliefde Finn gebeurt, steekt ze de originele white Oak Tree bridge in brand, maar Damon komt af met het naambordje van de originele brug dat ook gemaakt is van de White Oak Tree. Bonnies moeder loopt weer weg. |            |                         |                    |                                                                        |                   |                       |              |  |
| 62 | 18         | The Murder of One       | J. Miller Tobin    | Caroline Dries                                                         | 29 maart 2012     | najaar 2013 op vijftv | NNB          |  |
| Bonnie wordt gevangen gehouden door Klaus tot ze de familieband weer verbreekt en Damon wordt vastgehouden door Rebekah. Wanneer Stefan Finn doodt sterven Sage en haar hulpje een uur later ook. Ze vrezen dat een original gelinkt is met al zijn "nakomelingen" en dat Damon en Stefan ook kunnen sterven als Klaus vermoord wordt. Stefan en Damon zijn namelijk gemaakt door Katherine, en Katherine door Rose, maar ze weten niet wie Rose heeft gemaakt. Stefan maakt een deal met Klaus; Damon in ruil voor alle staken van de White Oak. |            |                         |                    |                                                                        |                   |                       |              |  |
| 63 | 19         | Heart of Darkness       | Chris Grismer      | Brian Young & Evan Bleiweiss                                           | 19 april 2012     | 9 november 2013       | NNB          |  |
| Elena en Damon gaan samen Jeremy terughalen uit Denver. Stefan wilde dat Damon met haar meeging, omdat hij vreest dat Elena gevoelens heeft voor Damon en hij de moeite niet wil doen zijn bloedlust te beheersen voor niets. Stefan blijft ondertussen bij Alaric, omdat zijn alter ego de laatste staak heeft verborgen en Klaus deze ten koste wil hebben. Ondertussen daagt Esther op in Klaus' huis en sterft in Rebekahs handen. Damon gaat op zoek naar de vroegste vampier die hij kent van zijn lijn, maar wanneer hij daar aankomt, heeft Cole haar al vermoord. Jeremy maakt zich zorgen over Elena maar de geest van Rose vertelt hem dat hij het moet laten omdat Elena Damon in een zeker opzicht nodig heeft. Wanneer Alaric de schuilplaats van de laatste staak bekend heeft gemaakt, moet hij ze met Rebekah gaan halen. Maar toen Esther stierf, is haar geest overgegaan in Rebekahs lichaam en ze wil doorgaan met het plan om alle originals te laten verdwijnen. |            |                         |                    |                                                                        |                   |                       |              |  |
| 64 | 20         | Do not go gentle        | Joshua Butler      | Michael Narducci                                                       | 26 april 2012     | 16 november 2013      | NNB          |  |
| Esther verandert Alaric in een originele vampier terwijl ze de laatste staak van The White Oak onvernietigbaar maakt. Na de transformatie wil Alaric niet doorgaan met het proces en wil sterven met het middeltje dat Samantha heeft gebracht. Ondertussen vermoordt Klaus Esther en gebruikt ze magie van de andere kant om in het lichaam van Bonnie te komen en gaat ze naar de plaats waar Alaric ligt en geeft ze hem haar bloed. |            |                         |                    |                                                                        |                   |                       |              |  |
| 65 | 21         | Before Sunset           | Chris Grismer      | Charlie Charbonneau & Daphne Miles (verhaal) Caroline Dries (scenario) | 3 mei 2012        | 23 november 2013      | NNB          |  |
| Klaus werkt in op zijn voornemen om de stad te verlaten met Elena, maar vindt weerstand van een verrassende nieuwe vijand. Bonnie doet een beroep op Abby om haar te helpen met een moeilijke spreuk. Als gebeurtenissen uit de hand lopen, wordt Elena vastbesloten om Caroline te beschermen. Damon en Stefan beroep doen op de hulp van Tyler, terwijl Bonnie en Jeremy nemen een angstaanjagende risico om te controleren of haar spreuk effectief is. Damon en Stefan hebben een verrassend openhartig gesprek over de toekomst. |            |                         |                    |                                                                        |                   |                       |              |  |
| 66 | 22         | The Departed            | John Behring       | Brett Matthews & Elisabeth R. Finch (verhaal) Julie Plec (scenario)    | 10 mei 2012       | 30 november 2013      | NNB          |  |
| Elena wordt opgenomen in het ziekenhuis. Haar verwondingen aan haar hoofd zijn toch ernstiger dan gedacht. Ze heeft een hersenbloeding opgelopen door haar val. Het was niet zeker of ze het zou redden daarom had Meredith besloten om haar vampierbloed te geven. Zou zo ze zeker herstellen van haar verwondingen. Vastbesloten om zijn zus te beschermen, Jeremy maakt een besluit dat zal alles veranderen. In de harde realiteit van de huidige situatie verlangt Elena naar de eenvoudigere tijden in haar leven toen haar ouders, Grayson en Miranda en tante Jenna nog in leven waren en haar grootste zorg haar relatie met Matt was. Stefan en Damon laten Mystic Falls om samen op een missie te gaan, maar al snel uit elkaar gaan wanneer Elena een van hen heeft gekozen. Caroline en Tyler worden gedwongen om een levensveranderende beslissing te nemen. Tot slot, Bonnie maakt een geheime deal die hartverscheurende gevolgen heeft. Ondertussen wil Rebekah Elena dood zodat ze niet meer bang hoeft te zijn van Alaric en gaat op Wickery Bridge gaan staan wanneer Elena er op komt afgereden. Matt en Elena vallen in het water en Elena dacht aan toen zij en haar ouders verdronken, wanneer haar vader alles voor haar heeft opgegeven. Stefan probeert Elena te redden maar ze kiest ervoor dat Matt eerst moest gered worden. Niet wetend dat ze nog vampierbloed in haar heeft sterft Elena. De laatste seconde van de episode zien we Elena ontwaken als vampier. |            |                         |                    |                                                                        |                   |                       |              |  |

### Seizoen 4 (2012-2013)
| Nr. | Aflevering | Titel                            | Regisseur          | Schrijver(s)                           | Uitzenddatum     | Uitzenddatum      | Uitzenddatum |  |
| --- | ---------- | -------------------------------- | ------------------ | -------------------------------------- | ---------------- | ----------------- | ------------ |  |
| 67 | 1          | Growing Pains                    | Chris Grismer      | Caroline Dries                         | 11 oktober 2012  | 7 december 2013   | NNB          |  |
| Elena ontwaakt de ochtend na het ongeluk en ze ondervindt dat het gruwelijkste dat nog mocht gebeuren uiteindelijk is gebeurd: ze is doodgegaan met vampiersbloed in haar systeem en moet nu door de verandering gaan om een vampier te worden of een zekere dood staat haar te wachten. Stefan belooft Elena dat Bonnie en hij een mogelijke uitweg zullen zoeken, maar Damon is boos op zijn broer omdat die Elena liet doodgaan. Bonnie moet een verschrikkelijke prijs betalen voor haar poging om Elena's noodlot te veranderen, terwijl Damon zijn frustratie uitwerkt op Matt. In een moment van empathie geraakt Rebekah ontroerd door Stefan en Elena's toehankelijkheid aan elkaar. Pastoor Young en de Gemeenteraadsleden beginnen vampiers en hun aanhangers op te pakken nadat Alaric ze verraadde bij de Gemeenteraad. Dit leidt tot een onverwachte tragedie: Young blaast zichzelf en de Gemeenteraad op nadat Elena, Stefan en Rebekah gered zijn van hen. |            |                                  |                    |                                        |                  |                   |              |  |
| 68 | 2          | Memorial                         | Rob Hardy          | Jose Molina & Julie Plec               | 18 oktober 2012  | 14 december 2013  | NNB          |  |
| Elena probeert om te gaan met de betere en mindere kanten van het vampiersleven. Stefan en Damon belanden in een confrontatie wanneer ze het oneens zijn over wat het beste is voor Elena. Damon beslist om Elena te helpen op zijn eigen manier en vraagt haar het niet aan Stefan te vertellen. Connor Jordan arriveert in de stad en begint Sheriff Forbes en Carol Lockwood te ondervragen. Connors handelingen geven Stefan de indruk dat ze met een erg gevaarlijke vampiersjager te maken hebben. Jeremy en Matt zijn verbaasd wanneer ze April, een oude bekende, zien. Zij is de dochter van Pastoor Young. Ze gaat nu naar Mystic Falls High. Op de herdenkingsdienst voor Young en de Gemeenteraadsleden verliest Elena bijna de controle tot Caroline haar helpt. Damon vertelt uiteindelijk hoe hij zich voelt aan een onverwachte vriend. |            |                                  |                    |                                        |                  |                   |              |  |
| 69 | 3          | The Rager                        | Lance Anderson     | Brian Young                            | 25 oktober 2012  | 21 december 2013  | NNB          |  |
| Connor blijft zijn poging om de geheimen van Mystic Falls te ontfutselen voortzetten. Hij probeert Jeremy te overtuigen om met hem te werken. Met Merediths hulp ondervragen Klaus en Damon de vampiersjager, maar de confrontatie krijgt een letale wending. Elena is vastberaden om haar laatste jaar op de middelbare school te vervolledigen zodat haar leven toch zo normaal mogelijk blijft. Ze krijgt de steun van Matt en Caroline. Rebekahs intrede in de school maakt het moeilijk voor Elena om haar woede te beheersen, maar ze ondervindt dat een confrontatie met Rebekah heel gevaarlijk kan zijn. Rebekah realiseert zich dat ze helemaal alleen is en wordt vrienden met April. Stefan neemt Elena mee op een ritje met zijn motor. Tyler krijgt een verrassingsbezoekje van Hayley, een weerwolf die hem hielp om van Klaus' bloedband af te geraken. Stefan gaat naar Caroline voor advies over Elena; hij is bezorgd. |            |                                  |                    |                                        |                  |                   |              |  |
| 70 | 4          | The Five                         | Jesse Warn         | Michelle Paradise & Michael Narducci   | 1 november 2012  | 28 december 2013  | NNB          |  |
| Damon gaat samen met Elena en Bonnie naar Whitmore College waar professor Shane nu de studies van het occulte leidt. Bonnies grootmoeder gaf dit vroeger. Op een frateruniteitsfeestje doet Damon zijn voordeel met het wilde feestje om Elena een lesje te leren in het kiezen van een slachtoffer. Rebekahs poging om Matts vergeving te kopen loopt niet goed, maar ze is geïntrigeerd door Klaus' onverwachte nieuws. Wanneer Stefan aan Klaus vraagt naar Connors motief, onthult Klaus dat Connor tot een speciale groep behoorde: de Jagers. Maar Rebekah is degene die het meest schokkende nieuws geeft aan Stefan: er is een genezing voor vampirisme. Klaus staakt Rebekah echter met een dolk omdat hij haar niet vertrouwt. |            |                                  |                    |                                        |                  |                   |              |  |
| 71 | 5          | The Killer                       | Chris Grismer      | Michael Narducci                       | 8 november 2012  | 4 januari 2014    | NNB          |  |
| Stefan en Klaus vormen een ongemakkelijke alliantie met elkaar om het gevaar dat Connor in het stadje brengt te beheersen. Wanneer Connor Jeremy, Matt en April gijzelt in de Grill, belanden Stefan en Damon in een ruzie over wat ze nu moeten doen. Elena zit vast tussen de twee. De situatie wordt gewelddadig wanneer Klaus een van zijn hybrides ernaartoe stuurt om Connor te bedwingen en stoppen. Caroline is verrast om Hayley bij Tyler te vinden. Ondertussen werkt professor Shane samen met Bonnie om over haar angst en schuldgevoel te geraken. |            |                                  |                    |                                        |                  |                   |              |  |
| 72 | 6          | We All Go a Little Mad Sometimes | Wendey Stanzler    | Evan Bleiweiss & Julie Plec            | 15 november 2012 | 11 januari 2014   | NNB          |  |
| Door Connor te vermoorden wordt Elena nu geplaagd door Connors geest. Dit is de Jagersvloek. Hierdoor maakt ze een gevaarlijke vergissing. Nadat hij Stefan informatie geeft over de Jagersvloek neemt Klaus de touwtjes in eigen handen. Professor Shane onthult een verhaal over oeroude hekserij aan Bonnie en Damon tijdens een voorstelling. Jeremy begint aan een nieuw hoofdstuk in zijn leven wanneer blijkt dat hij een potentiële Jager is. Hij moet geactiveerd worden om Elena te redden van een wanhoopsdaad. Elena maakt een pijnlijke, persoonlijke bekentenis aan Stefan. Matt geeft Damon informatie over professor Shane: Shane stond in contact met pastoor Young vlak voor zijn dood. |            |                                  |                    |                                        |                  |                   |              |  |
| 73 | 7          | My Brother's Keeper              | Jeffrey Hunt       | Caroline Dries & Elisabeth R. Finch    | 29 november 2012 | 18 januari 2014   | NNB          |  |
| Caroline doet haar best om er zowel voor Stefan en Elena te zijn. Damon probeert Stefan te overhalen om achter Shanes plannen te komen, maar Stefan maakt een eigen plan met Klaus. Op de jaarlijkse Miss Mystic Falls Verkiezing geven Elena en Caroline April wat advies over wat ze aan moet trekken, terwijl Tyler en Hayley aan een geheim project werken. Het tweetal zal de andere hybrides helpen om van hun bloedband af te geraken. Jeremy is gealarmeerd door de nachtmerries die hij nu heeft en vraagt Matt om hulp. Maar de situatie verergert al vlug en hij steekt zelfs Elena in de nek met een staak. Hayley blijkt met professor Shane te werken. Shane is iets van plan met Bonnie. Elena en Stefan hebben een confrontatie over Stefans plannen met Jeremy. Elena geeft haar gevoelens voor Damon toe aan hem en het tweetal slaapt met elkaar. Tegelijkertijd komen Caroline en Stefan tot een ontdekking: Elena heeft een bloedband met Damon. |            |                                  |                    |                                        |                  |                   |              |  |
| 74 | 8          | We'll always have Bourbon Street | Jesse Warn         | Charlie Charbonneau & Jose Molina      | 6 december 2012  | 25 januari 2014   | NNB          |  |
| Wanneer Stefan Damon confronteert met zijn theorie over de bloedband met Elena, heeft Damon geen keuze dan de theorie te testen. Dit blijkt waar te zijn en ze zoeken naar een antwoord in New Orleans. Hun laatste bezoek was in 1942 toen Damon een zekere Charlotte had veranderd in een vampier. Ook zij heeft een bloedband met Damon en luistert gedwee naar hem. Elena, Caroline en Bonnie houden een meisjesavond terwijl de twee broers weg zijn en de emoties lopen hoog. Elena onthult immers dat ze het bed heeft gedeeld met Damon. Caroline vertelt over haar bloedband met Damon. Op aandrang van Hayley confronteert Tyler een van Klaus' hybrides. Maar Kimberley laat zich niet zomaar doen en zorgt voor een opstand. Damon wordt dan geconfronteerd met een hartverscheurende beslissing: Elena dwingen om hem te verlaten. Dit lukt hem echter niet. |            |                                  |                    |                                        |                  |                   |              |  |
| 75 | 9          | O come, all ye Faithful          | Pascal Verschooris | Michael J. Cinquemani & Julie Plec     | 13 december 2012 | 1 februari 2014   | NNB          |  |
| Een Winter Wonderland-themafeest vult de straten van Mystic Falls. Elena en Damon gaan intussen naar Shane en Bonnie die Jeremy proberen te helpen met zijn agressieve gedrag aan het meer. Damon worstelt met zijn gevoelens om het goede of het gemakkelijke te doen. Damon beslist om daar te blijven en Damon te helpen. Stefan en Caroline zijn het niet eens met Tylers plannen voor Klaus en zijn hybrides. De hybrides willen Klaus uitschakelen via de hulp van Hayley. Hayley gaat voor een heks zorgen. Wanneer Caroline een andere oplossing brengt voor hun probleem, is Hayley hier niet blij mee. Ze onthult alles aan Klaus, en Klaus vermoordt zijn hybrides nabij de Lockwood-kelders. Hayley vlucht weg. Als wraak voor Tylers verraad vermoordt hij ook Carol, Tylers moeder, door haar te verdrinken in de fontein. April ontdekt alles en haalt de staak uit Rebekahs hart. Hierdoor zal Rebekah weer tot leven komen. |            |                                  |                    |                                        |                  |                   |              |  |
| 76 | 10         | After School Special             | David Von Ancken   | Brett Matthews                         | 17 januari 2013  | 8 februari 2014   | NNB          |  |
| Rebekah is weer terug en wil het iedereen betaald zetten dat ze weer buitenspel werd gezet. Na een herdenkingsdienst voor Carol wordt Elena naar buiten gelokt door haar. April en Rebekah werken samen. April is het beu dat iedereen tegen haar liegt. Stefan en Caroline zoeken naar Elena en worden ook gevangengenomen. Rebekah dwingt de drie om haar de waarheid te vertellen over de zoektocht naar de genezing. Ze ontdekt ook de laatste liefdesproblemen tussen de hoofdrolspelers. Wanneer Bonnies vader de nieuwe burgemeester wordt, maakt hij het zijn taak om zijn dochter te beschermen. Zij is er niet blij mee dat hij nu opeens interesse in haar heeft. Shane moedigt Bonnie aan om haar krachten weer te gebruiken, maar hij wordt uiteindelijk ontvoerd door Kol. Kol brengt hem naar Rebekah en samen komen ze achter Shanes plan: de onsterfelijke Silas bevrijden. Kol is hier bang voor. Ze komen er ook achter dat Shane verantwoordelijk is voor de dood van de Gemeenteraadsleden en de hybrides. Caroline probeert Tyler gerust te stellen na een agressieve confrontatie. Damon en Matt trainen Jeremy nog altijd, maar Klaus wordt ongeduldig en zet zelf een plan in elkaar. April onthult alles over Shane aan Sheriff Forbes en Rudy Hopkins, de nieuwe burgemeester.                                 |            |                                  |                    |                                        |                  |                   |              |  |
| 77 | 11         | Catch Me If You Can              | John Dahl          | Brian Young & Michael Narducci         | 24 januari 2013  | 19 juli 2014      | NNB          |  |
| Jeremy is kwaad op Klaus wanneer zijn plan Matts leven bedreigt. Klaus heeft een aantal inwoners van het nabijgelegen dorp veranderd in vampiers en het is aan Jeremy om ze te vermoorden of ze vermoorden Matt. Damon coacht Jeremy door de hele situatie heen maar belandt in een confrontatie met Kol. Rebekah zoekt een nieuwe bondgenoot en vindt deze in Stefan. Sheriff Forbes en burgemeester Hopkins ondervragen Shane en Bonnie ontdekt Shanes plannen uiteindelijk. Ze begint hem zelf te ondervragen en Shanes antwoorden brengen haar tot een kookpunt van haar nieuwe krachten. Elena onderhandelt met Klaus om Jeremy veilig te houden, maar Kol is niet akkoord met het plan. Elena maakt dus zelf een plan: Kol doden. |            |                                  |                    |                                        |                  |                   |              |  |
| 78 | 12         | A View to a Kill                 | Brad Turner        | Rebecca Sonnenshine                    | 31 januari 2013  | 26 juli 2014      | NNB          |  |
| Klaus vraagt hulp aan Stefan wanneer Rebekah zijn aanbod om Kol te stoppen en Jeremy te beschermen afslaat. Na een woede-uitbarsting met haar vader over zijn onconventionele poging om het geweld in Mystic Falls te stoppen komt Bonnie oog in oog met Kol. Klaus compliceert de gevoelens tussen Stefan en Damon wanneer hij iets uit Stefans verleden onthult. Elena vertelt Stefan over haar plan om Kol te doden: hierdoor zal Kols bloedlijn uitsterven en het Jagersteken (dat een map is naar de genezing) zal vervolledigd worden. Stefan leidt Rebekah af, maar kan uiteindelijk rekenen op Rebekahs hulp. Kol wordt uiteindelijk gedood en Klaus, die woedend is op Elena en co., wordt gevangengezet in Elena's huis. |            |                                  |                    |                                        |                  |                   |              |  |
| 79 | 13         | Into the Wild                    | Michael Allowitz   | Caroline Dries                         | 7 februari 2013  | 2 augustus 2014   | NNB          |  |
| Shane leidt een expeditie naar een verlaten eiland aan de kust van Nova Scotia waar het geheim van de genezing verborgen ligt. Op hun trektocht door het bos zetten Rebekah en Elena hun vete voort, terwijl Stefan probeert om de vrede te bewaren. Damon beschuldigt Shane ervan dat hij hen allemaal in een val lokt. Bonnie en Jeremy proberen erachter te komen wat de andere bedoeling is van het Jagersteken en Shane onthult dit mede door de legende over de onsterfelijke Silas en de heks Qetsiyah. Zijn eigen geschiedenis wordt ook verteld. In Mystic Falls confronteert Tyler Klaus en Caroline wordt gebeten (letterlijk en figuurlijk) door het geweld dat erop volgt. Damon wordt gevangengenomen door een andere jager. |            |                                  |                    |                                        |                  |                   |              |  |
| 80 | 14         | Down the Rabbit Hole             | Chris Grismer      | Jose Molina                            | 14 februari 2013 | 9 augustus 2014   | NNB          |  |
| Damon realiseert zich dat de jager Vaugh ook een van de Vijf is. Stefan bekent zijn gevoelens over de mogelijkheid om weer een mens te zijn aan Elena. Een nieuw stuk informatie over de genezing is onthuld: er is maar één dosis. Dit verandert alles! Jeremy helpt Bonnie realiseren dat de schimmen in de grotten van het eiland niet echt zijn. Dit is immers Silas de Onsterfelijke. Shane krijgt een rotsblok op zijn been en kan niet meer bewegen. Caroline en Tyler proberen de code op het Jagerszwaard te vertalen, maar zonder de hulp van Klaus lukt het niet. Klaus helpt uiteindelijk het tweetal. De spreuk gaat ook voorbij en Tyler moet vluchten voor Klaus. Elena belandt in een gevecht met iemand en dit blijkt later Katherine te zijn. Zij zit ook achter de genezing aan en laat Silas Jeremy beetpakken. Deze drinkt van Jeremy's bloed en breekt zijn nek. |            |                                  |                    |                                        |                  |                   |              |  |
| 81 | 15         | Stand by Me                      | Lance Anderson     | Julie Plec                             | 21 februari 2013 | 16 augustus 2014  | NNB          |  |
| Stefan keert met Elena en Jeremy's lichaam terug naar Mystic Falls. Caroline maakt zich meteen zorgen over Elena's gemoedstoestand. Stefan vraagt Dr. Meredith Fell en Matt om hulp. Damon en Rebekah zijn nog steeds op het eiland. Samen komen ze tot een ontdekking waarbij Vaughn betrokken is. Iedereen is gechoqueerd wanneer Bonnie de rest van Shanes plan onthult. Maar Rebekah vindt Shane morsdood op het eiland. De Shane die met Bonnie mee is, is in feite Silas. Damon probeert Elena te helpen, maar zij kan het verlies van Jeremy niet aan. Ze beslist om het huis plat te laten branden. Hij laat haar haar emoties uitzetten. Elena is nu gevoelloos en laat het huis effectief platbranden met Jeremy's lichaam erbij. Dit vormt meteen een verklaring voor Jeremy's dood. |            |                                  |                    |                                        |                  |                   |              |  |
| 82 | 16         | Bring It On                      | Jesse Warn         | Elisabeth R. Finch & Michael Narducci  | 14 maart 2013    | 23 augustus 2014  | NNB          |  |
| Elena's nieuwe levensstijl maakt dat iedereen bezorgd is om haar. Stefan en Damon zijn het erover eens dat terug naar school gaan het beste voor haar zou zijn. Caroline is verrast wanneer Elena beslist om weer bij de cheerleaders te gaan. Maar haar plezier verandert al snel naar een choquerend gevoel wanneer Elena's gedrag gevaarlijk blijkt te zijn. Damon en Rebekah geven de zoektocht naar de genezing niet op en werken samen tot zijn advies haar even laat stil staan bij het leven. Klaus probeert Hayley te gebruiken om informatie die hij wil te krijgen en hij ontdekt iets interessants. Ondertussen houdt een verveelde Elena een wild feestje en belandt in een gevecht met Caroline. Ze maakt het duidelijk dat ze om niets geeft; zelfs haar eigen vrienden doden. |            |                                  |                    |                                        |                  |                   |              |  |
| 83 | 17         | Because the Night                | Garreth Stover     | Brian Young & Charlie Charbonneau      | 21 maart 2013    | 30 augustus 2014  | NNB          |  |
| Damon beseft dat Elena even weg moet uit Mystic Falls en besluit haar mee te nemen naar New York, de stad waar hij woonde en feestte in de jaren 70. Wanneer Rebekah ook in New York verschijnt, is ze onder de indruk van Elena's geheime agenda. Terugblikken naar de jaren 70 onthullen dat Damon roekeloos was in die periode en Lexi besloot hem te helpen. Damon fopte haar echter door het bed met haar te delen op een dakterras en haar daglichtring te stelen bij zonsopgang. Caroline en Stefan proberen Klaus ervan te overtuigen dat het ook voor hem het beste zou zijn om Silas op te sporen. Bonnie heeft problemen met een greep op de realiteit te houden en het juiste te doen. Maar dit blijkt een plan van Silas te zijn. De heksen die Bonnie proberen te helpen sterven en vormen het laatste offer voor de Expressiedriehoek. Deze is nodig om doden weer tot leven te brengen, hetgeen Silas wil. Klaus en Silas belanden dan in een confrontatie. Elena en Rebekah foppen Damon en laten hem achter in New York om zelf op onderzoek uit te gaan naar de verblijfplaats van Katherine. |            |                                  |                    |                                        |                  |                   |              |  |
| 84 | 18         | American Gothic                  | Kellie Cyrus       | Evan Bleiweiss & Jose Molina           | 28 maart 2013    | 7 september 2014  | NNB          |  |
| Elena en Rebekah werken nu samen om de genezing te bemachtigen van Katherine: Rebekah wil de genezing voor haarzelf en Elena helpt hierbij zodat niemand anders het haar kan toedienen. Ze belanden in een dorp in Pennsylvania. Stefan en Damon zetten de achtervolging in en komen er ook aan, net wanneer Katherine gevat is door Rebekah en Elena. Elena doet zich voor als Katherine om erachter te komen met wie Katherine nog in contact staat en ontmoet Elijah. Katherine wil de genezing ruilen voor haar vrijheid. De broers trachten Elena over te halen om de genezing te nemen, maar Elena maakt het ze snel duidelijk dat ze het niet eens is. Damon weet niet zeker hoe hij moet reageren op Stefans plannen voor de toekomst. In Mystic Falls krijgt Klaus hulp van Caroline na zijn aanvaring met Silas. Ze komen tot de conclusie dat Silas heel machtige mentale krachten heeft. De genezing ligt nu in de handen van Elijah. |            |                                  |                    |                                        |                  |                   |              |  |
| 85 | 19         | Pictures of You                  | J. Miller Tobin    | Neil Reynolds & Caroline Dries         | 18 april 2013    | 14 september 2014 | NNB          |  |
| Elijah stelt een levensbepalende uitdaging voor aan Rebekah ondanks dat Klaus het er niet mee eens is. Rebekah moet een dag zonder vampierkrachten trachten te leven om te bewijzen dat ze de genezing waard is. Ondertussen is het het eindejaarsbal in Mystic Falls, maar Elena gooit voor velen roet in het eten. Caroline zoekt dan maar een oplossing bij Klaus. Damon en Stefan proberen nog altijd Elena te helpen, maar de avond verliest zijn controle. Elena haalt uit naar Bonnie en April en Matt vraagt hulp aan Rebekah. Tyler keert ook even terug voor Caroline. |            |                                  |                    |                                        |                  |                   |              |  |
| 86 | 20         | The Originals                    | Chris Grismer      | Julie Plec                             | 25 april 2013    | 21 september 2014 | NNB          |  |
| Nadat hij een mysterieuze tip kreeg over iemand die plannen met hem heeft, bevindt Klaus zich in New Orleans. Klaus' vragen leiden hem tot een reünie met zijn protegé Marcel. Marcel is een charismatische vampier die de volledige controle over de stad en zijn al dan niet-bovennatuurlijke inwoners. Vastbesloten om voor verlossing voor zijn broer te zorgen, volgt Elijah Klaus naar de stad en leert dat Hayley daar ook is. Hayley zoekt naar aanwijzingen over haar familiegeschiedenis, maar is in handen gevallen van een krachtige heks genaamd Sophie. Hayley blijkt zwanger te zijn van Klaus. Sophie gebruikt dit als aas om Klaus de heksen te laten helpen. Ondertussen zetten Damon en Stefan hun plan voor Elena voort, terwijl Katherine een verrassende kwetsbaarheid aan Rebekah onthult. Katherine vraagt ook om een bericht door te geven. |            |                                  |                    |                                        |                  |                   |              |  |
| 87 | 21         | She's Come Undone                | Darnell Martin     | Michael Narducci & Rebecca Sonnenshine | 2 mei 2013       | 28 september 2014 | NNB          |  |
| Damon en Stefan proberen een nieuwe, uitdagende, brute poging om Elena's emoties weer aan te zetten. Caroline is gefrustreerd wanneer haar poging om het anders aan te pakken mislukt, maar ze moet al snel aan andere dingen denken wanneer Silas haar lastigvalt met de vraag waar Bonnie is. Wanneer Elena een manier vindt om te laten zien dat de pogingen van de Salvatore broers waardeloos zijn, zoeken ze hulp bij Katherine. Matt geeft Rebekah wat ongevraagd advies over haar levenskeuzes en ze probeert hem te helpen met het studeren. Matt is blijkbaar aan het zakken voor een aantal vakken. Katherine is achterdochtig wanneer Bonnie haar een aanbod geeft waar ze alle twee belang bij hebben. Bonnie wil met Qetsiyah om Silas te verslaan en Katherine krijgt dan de onsterfelijkheidsspreuk van Qetsiyah. Elena ontsnapt door Katherine en komt Matt tegen. De Salvatore broers vinden de twee in het bos en Damon maakt duidelijk dat hij het beu is. Als Elena niet meteen haar emoties aanzet, vermoordt hij Matt voor haar ogen. Elena vindt dit weer een waardeloze poging, maar het wordt een feit: Damon breekt Matts nek. Wanneer blijkt dat Matt nog steeds de ring draagt, voelt Elena weer iets. Ze zet haar emoties weer aan door zich op een bepaald gevoel te concentreren: wraak.                  |            |                                  |                    |                                        |                  |                   |              |  |
| 88 | 22         | The Walking Dead                 | Rob Hardy          | Brian Young & Caroline Dries           | 9 mei 2013       | 5 oktober 2014    | NNB          |  |
| De afstudeerdatum nadert en Caroline probeert Elena bezig te houden met simpele taken zoals het maken van uitnodigingen. Maar Elena laat zich niet inpakken en is vastbesloten om wraak te nemen op Katherine. Sheriff Forbes haalt Damon en Stefan naar het ziekenhuis waar iemand de patiënten aanvalt. Dit blijkt Silas te zijn. Bonnie weigert haar plan om Silas te verslaan op te geven en forceert Katherine om haar te helpen. Een gewelddadige storm woedt door Mystic Falls door een spreuk van Bonnie. Bonnie wil de Sluier van Gene Zijde omhoog trekken zodat ze met Qetsiyah kan praten. Dit lukt echter niet, maar ze kan Silas wel verstenen. De spreuk brengt nog andere dingen met zich mee: geesten komen aan het einde van de aflevering tevoorschijn. En sommigen zinnen op wraak. Bonnie probeert Jeremy weer tot leven te brengen voor ze de Sluier sluit, maar ze sterft door een overdosis aan magie. |            |                                  |                    |                                        |                  |                   |              |  |
| 89 | 23         | Graduation                       | Chris Grismer      | Caroline Dries & Julie Plec            | 16 mei 2013      | 12 oktober 2014   | NNB          |  |
| Op de afstudeerdag zit Mystic Falls vol met geesten die een rekening willen vereffenen en/of hun bovennatuurlijke bestemming willen vervullen. Damons leven is in gevaar na een ontmoeting met een bekende dode Jager. Matt en Rebekah moeten elkaar helpen wanneer een oude liefde van Rebekah, ook een Jager, de twee belaagd. Wanneer iedereen samenkomt voor de ceremonie en de geesten komen samen, komt er hulp uit een onverwachte hoek. Klaus is eventjes terug. Klaus laat het toe dat Tyler terugkomt. Tyler is immers Carolines eerste liefde en Klaus wil haar laatste zijn. Bonnie wil de Sluier van Gene Zijde sluiten en komt tot de ontdekking dat Jeremy weer in leven is. Maar Jeremy ondervindt dat Bonnie dood is. Na een romantische beslissing over de Salvatore broers waarbij ze voor Damon kiest, belandt Elena in een epische confrontatie met Katherine. Katherine lijkt de strijd te winnen totdat Elena de genezing in Katherines mond steekt. Katherine is nu weer een mens. Stefan probeert het versteende lichaam van Silas op te bergen in een meer, maar komt tot de ontdekking dat Bonnies magie het niet meer doet. Silas is weer springlevend en onthult dat Stefan een dubbelganger van hem is. Silas slaat Stefan knock-out en sluit hem op in een kluis die dan op de bodem van het meer belandt. |            |                                  |                    |                                        |                  |                   |              |  |

### Seizoen 5 (2013-2014)
| Nr. | Aflevering | Titel                           | Regisseur        | Schrijver(s)                             | Uitzenddatum     | Uitzenddatum     | Uitzenddatum |  |
| --- | ---------- | ------------------------------- | ---------------- | ---------------------------------------- | ---------------- | ---------------- | ------------ |  |
| 90 | 1          | I Know What You Did Last Summer | Lance Anderson   | Caroline Dries                           | 3 oktober 2013   | 8 februari 2015  | NNB          |  |
| Nadat ze genietend de zomer heeft doorgebracht door haar passionele relatie met Damon en ervoor gezorgd heeft dat Jeremy zich heeft aangepast na zijn terugkeer van de doden is Elena klaar om naar haar slaapvertrek op Whitmore College te verhuizen. Samen met Caroline gaat ze ernaartoe. Ze gelooft nog steeds dat Bonnie de hele zomer rondgereisd heeft en zich bij hen zal voegen. De twee vriendinnen staan voor een verrassing wanneer een studente genaamd Megan bij hen aanklopt en bekendmaakt dat ze de kamer met hen zal delen. Ze worden uitgenodigd op een feestje, maar kunnen niet binnen geraken. Dan valt Megan door het raam en ze is dood. De twee vriendinnen willen erachter komen wat er aan de hand is op de campus. Katherine staat onverwacht aan de deur van de Salvatores en smeekt Damon om haar te helpen nu ze een mens is en dus kwetsbaar voor haar vijanden. Matt en Rebekah keren terug naar Mystic Falls na een hele zomer te hebben doorgebracht in Europa, waar ze een mysterieuze schoonheid genaamd Nadia hebben ontmoet. Nadia is het tweetal naar Mystic Falls gevolgd en belandt in een confrontatie met Matt en een ander bondgenoot. Elena geraakt intussen het gevoel niet kwijt dat er iets mis is met Stefan. Silas maakt een angstaanjagende verschijning om het "Einde van de Zomer Feestje" op het dorpsplein van Mystic Falls. Als geest ziet Bonnie dat Silas haar vader vermoordt. Silas heeft de hele zomer bloed gedronken om zich aan te sterken. Zijn mentale krachten zijn nu zo sterk dat hij alle mensen op het plein beïnvloed om op zoek te gaan naar Katherine en niets aan te trekken van wat er net plaatsvond. |            |                                 |                  |                                          |                  |                  |              |  |
| 91 | 2          | True Lies                       | Joshua Butler    | Brian Young                              | 10 oktober 2013  | 15 februari 2015 | NNB          |  |
| Zonder Elena aan te vertellen dat Stefan vermist wordt, zoekt Damon hulp bij Sheriff Forbes om zijn broer te vinden. Elena en Caroline proberen erachter te komen wie de campusmoord toedekt en een medestudent genaamd Jesse geeft Elena wat intrigerende informatie over professor Wes Maxfield. Terwijl Jeremy worstelt met de terugkeer naar zijn oude leven, blijft hij de enige persoon die Bonnie kan zien en met haar praten. Hij kan haar niet overhalen om haar dood aan de anderen te laten weten. Nadat hij hoort dat Silas op zoek is naar Katherine vraagt Damon aan Matt en Jeremy om haar te verbergen. De situatie loopt echter al vlug uit de hand. Nadia gebruikt immers gewild om haar eigen agenda vrij te geven. |            |                                 |                  |                                          |                  |                  |              |  |
| 92 | 3          | Original Sin                    | Jesse Warn       | Melinda Hsu Taylor & Rebecca Sonnenshine | 17 oktober 2013  | 22 februari 2015 | NNB          |  |
| Wanneer Elena en Katherine dezelfde droom hebben over Stefan die in gevaar is en wanhopig hulp nodig heeft, overtuigen ze Damon om hen te helpen zoeken naar Stefan. Hun plannen worden echter gedwarsboomd door een mysterieuze jonge vrouw genaamd Tessa die blijkbaar veel weet over Stefans verleden. In flashbacks naar het Oude Griekenland onthult Tessa de schokkende geheimen over haar verleden en wat ze plant voor de toekomst. Ze heeft ook een verstorende boodschap voor Damon over zijn toekomst. Tessa is eigenlijk Qetsiyah, maar ze heeft een andere naam aangenomen. Tessa is degene die de onsterfelijkheidsspreuk heeft gecreëerd voor Silas omdat ze dacht dat ze voor altijd samen zouden zijn. Maar Silas wou eigenlijk samenzijn met haar dienstmaagd Amara. Silas forceert een ongewillige handlanger om hem te helpen in zijn zoektocht naar Katherine. Dit leidt tot een verwarrende en levensbedreigende situatie voor Matt, die zelf problemen heeft met black-outs. Silas onthult de reden waarom hij vastbesloten is om Katherine te vinden: hij wil de genezing uit haar drinken om dan te sterven en bij Amara te zijn. Damon en Elena staan tegenover een ontstellende nieuwe realiteit wanneer Stefans geheugen wordt gewist door een spreuk van Qetsiyah. |            |                                 |                  |                                          |                  |                  |              |  |
| 93 | 4          | For Whom the Bell Tolls         | Michael Allowitz | Brett Matthews & Elisabeth R. Finch      | 24 oktober 2013  | 1 maart 2015     | NNB          |  |
| Het is de traditionele Herdenkingsdag om de doden te eren in Mystic Falls en Damon en Elena proberen Stefan door deze verwarrende tijden te slepen. Dit is een taak dat een emotionele reis voor Elena blijkt te zijn. Een bezorgde Matt probeert erachter te komen wat die vreemde black-outs veroorzaakt. Caroline doet een poging om Jesse beter te leren kennen. Jeremy maakt een verrassende bekentenis dat Damon in de ban houdt of hij het zou vertellen aan Elena: Bonnie is dood. Dokter Wes Maxfield ondervindt dat Jesse vampierenbloed in zijn systeem heeft en vermoordt hem, zodat Jesse als een vampier zal terugkeren. |            |                                 |                  |                                          |                  |                  |              |  |
| 94 | 5          | Monster's Ball                  | Kellie Cyrus     | Sonny Postiglione                        | 31 oktober 2013  | 8 maart 2015     | NNB          |  |
| Elena is ontroerd door een triestige en gesloten student genaamd Aaron. Hij was de beste vriend van Megan. Elena en Damon gaan naar het Whitmore Historische Dansfeest verkleed als Anne Boleyn en Henry VIII. Op het bal dans Elena met Wes die een verontrustende boodschap voor haar heeft. Carolines dansavond neemt haar van geluk naar hartzeer. Ondertussen onthult Nadia een verrassende geschiedenis aan Katherine: Nadia is Katherines dochter die van haar werd weggenomen. Damon probeert een deal te sluiten met Silas. Silas' eis dat Damon een ondenkbare daad verricht leidt naar een gewelddadige confrontatie. Ook Tessa verschijnt op het feest: zij wil een belangrijk talisman vinden. Silas drinkt uiteindelijk van Katherines bloed en drinkt haar leeg, maar Katherine blijft het overleven. Silas is nu van zijn onsterfelijkheid genezen. Dat maakt hem nu een heks. |            |                                 |                  |                                          |                  |                  |              |  |
| 95 | 6          | Handle with Care                | Jeffrey Hunt     | Caroline Dries & Holly Brix              | 7 november 2013  | 15 maart 2015    | NNB          |  |
| Silas kondigt blij zijn nieuw plan aan aan Damon en Elena, maar zij zijn sceptisch wanneer hij belooft om Bonnie weer tot leven te brengen. Tessa vertrouwt Stefan haar volgende zet toe en komt erachter dat Silas haar te slim af is geweest. Een wanhopige Katherine ontdekt een nieuw en onverwacht gevolg van weer mens te zijn: ze veroudert sneller. Ze realiseert zich dat ze een nieuwe verblijfplaats nodig heeft. In ruil voor een plaats in studentenkamer biedt ze Caroline aan om haar te laten zien hoe je antwoorden moet krijgen van Wes Maxfield. Bonnie is ontroerd door Jeremy's kracht en vastberadenheid om haar bij te staan. Damon is verbaasd wanneer hij beseft wat het geheim van Tessa's plan is: Amara is het Anker van Gene Zijde. Silas gelooft al 2000 jaar dat Qetsiyah Amara heeft genezen van haar onsterfelijkheid en haar heeft vermoord, maar Qetsiyah heeft beide zaken niet gedaan en haar het Anker van Gene Zijde gemaakt. Zo is de Gene Zijde gebonden aan iets dat eeuwig en onverwoestbaar is. Dit werd gecreëerd voor het geval dat Silas de genezing zou nemen en zou willen doodgaan om bij Amara te zijn. Het zorgde er ook voor dat zelfs als Silas probeert Gene Zijde te vernietigen om Qetsiyah dwars te zitten, dan moet hij Amara vermoorden. En dat kan hij niet. |            |                                 |                  |                                          |                  |                  |              |  |
| 96 | 7          | Death and the Maiden            | Leslie Libman    | Rebecca Sonnenshine                      | 14 november 2013 | 22 maart 2015    | NNB          |  |
| Stefan heeft nu zijn geheugen terug en Damon en Elena proberen hem Amara's situatie uit te leggen. Amara loopt nu ergens rond en ziet zowel de geesten aan Gene Zijde als de mensen op Aarde. Dokter Maxfield geeft Katherine wat verontrustend nieuws: hij kan haar huidige veroudering niet terugdraaien of stopzetten. Ze kan ook niet meer geheeld worden met vampiersbloed. Nadia verschijnt bij Caroline terwijl ze naar Katherine zoekt. Na een verrassend gesprek met Amara krijgen Jeremy en Bonnie weer hoop. Tessa zal Bonnie het nieuwe Anker van Gene Zijde maken. Silas faalt dus om zijn belofte te houden en Damon sluit zich aan bij Tessa. Silas wordt gedood door Stefan uit wraak en Amara wil hem volgen. Silas is echter een heks en belandt dus aan Gene Zijde, terwijl Amara ergens anders naartoe gaat. Blij dat haar wraak compleet is, besluit Qetsiyah om haar polsen door te snijden en onthult iets belangrijks aan Bonnie. Als het Anker zal Bonnie elke dood van de bovennatuurlijken voelen. |            |                                 |                  |                                          |                  |                  |              |  |
| 97 | 8          | Dead Man on Campus              | Rob Hardy        | Brian Young & Neil Reynolds              | 21 november 2013 | 29 maart 2015    | NNB          |  |
| Op Whitmore College beslissen Elena en Caroline dat ze dringend een groot feestje moeten geven, maar hun plannen worden onderbroken wanneer Jesse plots Carolines hulp nodig heeft. Hij is nu immers een speciale vampier die zich voedt met vampiers in plaats van mensen. Op Elena's verzoek gebruikt Damon een doeltreffende methode om Wes te laten antwoorden op zijn vragen. Op het feest ontdekt Elena dat Aaron en zij veel gemeen hebben. Caroline is nog meer bezorgd over Jesse wanneer de situatie uit de hand loopt. Ondertussen doet Katherine een gunst voor Matt en dringt ze door tot Stefan die nog steeds aan het worstelen is met de gebeurtenissen van de zomer. Bonnie doet haar best om haar nieuwe leven als Anker het hoofd te bieden. Damon doet een gevaarlijke ontdekking over een geheim genootschap dat luistert naar de naam Augustine. Jesse valt Damon aan en Elena is genoodzaakt om Jesse te staken. |            |                                 |                  |                                          |                  |                  |              |  |
| 98 | 9          | The Cell                        | Chris Grismer    | Melinda Hsu Taylor                       | 5 december 2013  | 5 april 2015     | NNB          |  |
| Stefan blijft Katherine steunen tijdens haar moeilijke periode terwijl hij probeert zijn eigen pijn te verbergen. Tot Caroline ten tonele komt met een rare vorm van therapie. Nadat ze het probeert goed te maken met Caroline na Jesses dood, geraakt Elena heel bezorgd om Damon en zoekt hulp bij Aaron. Later vertelt Damon over een verschrikkelijke beproeving dat hij voor decennia geheim heeft gehouden: hij was een van de vampiers die gevangen zaten in het Augustine-genootschap. Op datzelfde moment deelt Elena nieuwe informatie over haar eigen familie. Uiteindelijk gebruikt Aaron een wanhopige manier van handelen na een conversatie met Wes, die Aarons voogd is. Elena en Damon zijn gevangen in het Augustine-genootschap, maar Damon weet te ontsnappen. |            |                                 |                  |                                          |                  |                  |              |  |
| 99 | 10         | Fifty Shades of Grayson         | Kellie Cyrus     | Caroline Dries                           | 12 december 2013 | 12 april 2015    | NNB          |  |
| Damon weet dat Elena in gevaar en roept Stefans hulp in. De broers brengen een bezoek aan Aaron en Stefan is gechoqueerd door Damons ontknoping over Aarons familie. Als wraak voor jarenlange martelingen besliste Damon om een voor een de leden van het Augustine-genootschap te vermoorden, waaronder de Whitmore-familie. In een poging om Damon te stoppen laat Wes een geheim wapen los, waardoor Damon moet omgaan met een stuk van zijn verleden waarvan hij dacht dat het voor eeuwig verloren was gegaan. Een zekere vampier genaamd Enzo was ook een proefkonijn van het genootschap en Damon liet hem achter nadat Damon zijn gevoelens uitzette. Ondertussen is Elena geschokt door Wes' bekentenissen over het donkere verleden van Whitmore College en zijn eigen ultieme doel. Elena kan gered worden, maar Damon verbreekt zijn relatie met haar. Tot slot keert een vertwijfelde Katherine zich tot Matt voor hulp tot ze zich realiseert dat Nadia degene is die haar probleem kan oplossen. Maar ze krijgt een hartaanval en valt neer op de grond. |            |                                 |                  |                                          |                  |                  |              |  |
| 100 | 11         | 500 Years of Solitude           | Chris Grismer    | Julie Plec & Caroline Dries              | 23 januari 2014  | 19 april 2015    | NNB          |  |
| Katherine ligt op haar sterfbed na haar hartaanval en herinneringen aan 1490 overspoelen haar. Dat was het jaar waarin Nadia geboren werd en meteen werd weggenomen. Stefan laat aan Elena, Caroline en Bonnie weten hoe het met Katherine is terwijl Damon, Matt en Jeremy een aantal van Katherines meest beruchte momenten bespreken. Nadia verzint een plan om haar moeder in leven te houden: als dochter van een Traveler kan Katherine zichzelf in een ander lichaam brengen. Stefan en Elena worden geforceerd om haar te helpen wanneer Matt verdwenen lijkt te zijn. Rebekah, die even terugkeert uit New Orleans, redt Matt uiteindelijk. Caroline ontdekt dat Bonnie en Jeremy voor het eerst het bed hebben gedeeld en botviert zelf in schandalig gedrag met Klaus. Elena en Katherine delen een onverwacht ogenblik van verbondenheid, maar dan neemt Katherine Elena's lichaam over. |            |                                 |                  |                                          |                  |                  |              |  |
| 101 | 12         | The Devil Inside                | Kellie Cyrus     | Brett Matthews & Sonny Postiglione       | 30 januari 2014  | 26 april 2015    | NNB          |  |
| Wanneer Enzo een gruwelijk cadeau voor Damon brengt en erop staat dat ze samen een wraakactie doen, doet Damon zijn best om het juiste te doen. Nadat hij in lastige en verwarrende conversaties met Nadia is beland, beslist Matt om een feest te houden. Op dat feest vertelt Caroline over haar avontuurtje met Klaus aan "Elena", die nog altijd bezeten is door Katherine. Tyler overhoort het gesprek en verbreekt de relatie. Stefan moet Caroline redden van Tylers woede-uitbarsting. Aaron doet zijn best om het verleden van zijn familie goed te maken en begint aan een nieuw leven. Elena bevindt zich in een levensbedreigende situatie: Katherine wil permanent de controle over Elena's lichaam hebben. Dit lukt uiteindelijk en, als Elena, verbreekt Katherine de relatie met Damon. Dit zet Damon aan tot het plegen van Aarons moord. |            |                                 |                  |                                          |                  |                  |              |  |
| 102 | 13         | Total Eclipse of the Heart      | Darren Genet     | Rebecca Sonnenshine & Holly Brix         | 6 februari 2014  | 3 mei 2015       | NNB          |  |
| Caroline overhaalt "Elena" en Bonnie om Whitmore College's "Bittere Dansfeest" voor studenten met gebroken harten bij te wonen, hopend dat het iedereen helpt om de recente traumatische gebeurtenissen te vergeten. Bonnie is geboeid door een medestudente genaamd Liv, die met hekserij lijkt bezig te zijn. Tyler maakt zich zorgen over Matts relatie met Nadia. Nadat hij heeft ontdekt dat Aaron dood is, belandt Stefan in een gefrustreerd gesprek met Damon en Enzo. Wes heeft problemen met het voortzetten van zijn onderzoek, maar wordt opeens geholpen door een Travelers genaamd Sloan. Damon en Enzo zijn nog steeds gebrand op hun wraakplannen en nemen hun toevlucht in geweld om Bonnie en Jeremy ervan te overtuigen dat ze moeten helpen. Maar hun plan neemt een onverwachte en weerzinwekkende wending wanneer Damon geïnfecteerd wordt met een dosis van Wes' onderzoek genaamd het Ripper-virus. |            |                                 |                  |                                          |                  |                  |              |  |
| 103 | 14         | No Exit                         | Chris Grismer    | Jose Molina                              | 27 februari 2014 | 10 mei 2015      | NNB          |  |
| Damons gedrag escaleert van verwoestend naar dodelijk en Stefan heeft spijt van hun laatste gesprek. Hij beslist om Damon op te sporen en hem te stoppen. Katherine heeft haar eigen redenen om mee te gaan namelijk Stefan verleiden. Dit lijkt haar makkelijk aangezien ze in het lichaam van Elena zit. Wes krijgt de hulp van de Travelers om een val op te zetten dat Damons vriendschap met Enzo zal testen. Na een gesprek met Nadia roept Matt de hulp van Caroline en Tyler in om "Elena" te beschermen. Nadia probeert zoveel tijd met haar moeder door te brengen, maar Tyler is achterdochtig en bijt Nadia met weerwolfgif. Stefan en Caroline ontdekken uiteindelijk dat Katherine in het lichaam van Elena zit. |            |                                 |                  |                                          |                  |                  |              |  |
| 104 | 15         | Gone Girl                       | Lance Anderson   | Melinda Hsu Taylor                       | 6 maart 2014     | 17 mei 2015      | NNB          |  |
| Terwijl Nadia op haar sterfbed terugdenkt aan haar eeuwenlange zoektocht naar haar moeder, komen Stefan, Caroline en Matt op een idee om Elena's leven te redden. Voor een tweede keer moeten Bonnie en Jeremy Livs hulp vragen. Damon en Tyler belanden in een onaardige confrontatie en Damon wil wraak voor wat Wes hem aangedaan heeft. Dit lukt hem. Caroline en Tyler komen tot een nieuwe verstandhouding. Katherine probeert wanhopig naar een oplossing voor Nadia te zoeken, maar faalt. Ze laat zichzelf uiteindelijk steken door het enige dat haar uit Elena's lichaam kan halen. Maar niet voordat ze aan Bonnie vertelt dat ze Elena's lichaam heeft geïnfecteerd met het Ripper-virus. Wanneer Katherine probeert over te gaan naar Gene Zijde, wordt ze naar een duistere dimensie gezogen. |            |                                 |                  |                                          |                  |                  |              |  |
| 106 | 17         | Rescue Me                       | Leslie Libman    | Brett Matthews & Neil Reynolds           | 27 maart 2014    | 24 mei 2015      | NNB          |  |
| Caroline en Enzo gaan akkoord om op zoek te gaan naar een dubbelganger in Atlanta zodat Stefan veilig blijft van de Travelers. Caroline is verrast wanneer Enzo openlijk over zijn verleden praat en Enzo maakt duidelijk dat hij tot alles in staat is wanneer hij Silas' laatste dubbelganger vermoordt. Damon en Elena spenderen een rare namiddag met elkaar door op Jeremy's oudernamiddag op school. Damon vertelt dan aan Elena hoe het zit met Jeremy's persoonlijk en academisch leven. Bonnie ontmoet Luke op een verontrustende manier en ontdekt dat Liv en Luke gestuurd zijn om de dubbelgangers in de gaten te houden. Liv vertelt Jeremy over de plannen van de Travelers en demonstreert dat ze zich niet zomaar laat doen. Stefan en Caroline delen een speciaal moment van vriendschap en zien dat de Travelers een bepaalde spreuk uitvoeren. Door deze spreuk vallen verschillende Travelers dood op de grond en verschijnen bij Bonnie. Doordat alle Travelers zo vlug na elkaar overgaan naar Gene Zijde verliest Bonnie het bewustzijn. Een schaduw komt uit haar naar voor en er verschijnt een mysterieuze man genaamd Markos in de plaats. |            |                                 |                  |                                          |                  |                  |              |  |
| 107 | 18         | Resident Evil                   | Paul Wesley      | Brian Young & Caroline Dries             | 17 april 2014    | 31 mei 2015      | NNB          |  |
| Stefan en Elena hebben opeens verontrustende dromen over een alternatieve versie van het leven dat ze samen konden krijgen. Bonnie krijgt speciale informatie van haar grootmoeder te horen, die haar waarschuwt voor gevaarlijke veranderingen aan Gene Zijde. De Gene Zijde is langzaamaan aan het afbrokkelen doordat Markos, de leider van de Travelers, terug is gekeerd uit de dood op een speciale manier. Enzo onthult iets over een vrouw uit het Augustine-verleden aan Damon. Liv vraagt aan Matt, Jeremy en Tyler om haar te helpen met het opsporen van de Travelers en hen uit Mystic Falls te houden. Bonnie is hierdoor gechoqueerd. Luke verschijnt bij het huis van de Salvatores en legt uit wat hij weet over Markos en de Travelers. Matt komt verschillende mensen aan Gene Zijde tegen voordat hij terugkeert dankzij zijn ring. Damon vindt Markos, maar hij is verbaasd over Markos' plannen. |            |                                 |                  |                                          |                  |                  |              |  |
| 108 | 19         | Man on Fire                     | Michael Allowitz | Melinda Hsu Taylor & Matthew D'Ambrosio  | 24 april 2014    | 7 juni 2015      | NNB          |  |
| Stefan probeert Elena af te leiden van haar obsessie over haar relatiestatus met Damon terwijl Bonnie haar best doet om realistisch om te springen met de gebeurtenissen aan Gene Zijde. Dit heeft namelijk invloed op haar bestaan als het Anker. Damon vraagt naar het Travelermes waardoor Matt en Jeremy moeten toegeven dat ze het kwijtgespeeld zijn. Door flashbacks naar de verkiezingsnacht van 1960 onthult Damon dat hij degene is die Enzo's vriendin heeft vermoord. Enzo dacht immers dat Stefan ervoor verantwoordelijk was. Damon tracht Enzo te kalmeren, maar dit leidt tot een dodelijke confrontatie met Stefan. En zo laat Stefan zijn hart uitrukken zodat Stefan hiermee moet leven. Markos roept Sloans hulp in bij een ritueel dat een oude vloek op de Travelers zal verbreken. Tyler wordt bezeten door een Traveler en, in een moment waarin hij zichzelf is, is hij getuige van Markos' plan: alle magie ongedaan maken. Dit demonstreert Markos door Sloan in een vampier te veranderen en haar een bezworen dosis dubbelgangerbloed te laten drinken, waardoor ze terugkeert naar de staat net voordat ze een vampier werd. Met andere woorden, ze is nu dood. |            |                                 |                  |                                          |                  |                  |              |  |
| 109 | 20         | What Lies Beneath               | Joshua Butler    | Elisabeth R. Finch & Holly Brix          | 1 mei 2014       | 14 juni 2015     | NNB          |  |
| Tyler weet zichzelf te bevrijden en gaat naar het huis van de Salvatores. Hij onthult Markos' plannen om de heksenmagie in de wereld te vernietigen. Hierdoor zullen vampiers ook uitsterven aangezien vampirisme ontstaan is door hekserij. Damon stelt voor om zich allemaal te verbergen in de afgelegen boshut van Carolines vader. Eens ze daar zijn voelt Caroline aan dat Stefan en Elena een geheim verbergen namelijk Enzo's dood. Om erachter te komen wat het tweetal verbergt, komt Damon op een manier om de waarheid te achterhalen. Een spookachtige aanwezigheid in de boshut (Enzo) gebruikt geweld en vuur om zichzelf duidelijk te maken. Ondertussen neemt Matt de touwtjes in handen van Tylers plan om informatie van de Travelers te krijgen. De Travelers in Tyler wil blijkbaar niet meer meewerken aan Markos' plan. Bonnie verbergt nog steeds de waarheid over Gene Zijde ondanks de waarschuwingen van haar grootmoeder. Op het einde van de aflevering worden Stefan en Elena toch nog gevangengenomen door de Travelers. |            |                                 |                  |                                          |                  |                  |              |  |
| 110 | 21         | Promised Land                   | Michael Allowitz | Rebecca Sonnenshine                      | 8 mei 2014       | 21 juni 2015     | NNB          |  |
| Stefan en Elena kunnen ontsnappen dankzij een Traveler, de vriendin van de Traveler in Tyler, maar ze stranden in een verlaten gebied. Stefan geeft filosofisch inzicht in Elena's relatie met Damon. Nadat hun poging om de dubbelgangers te beschermen mislukt is, beslist Liv dat ze een nieuwe strategie moeten aannemen. Liv is vastberaden om een van de dubbelgangers te vermoorden, zodat de Travelers hun spreuk niet kunnen uitvoeren. Hierbij verliest de Traveler die Stefan en Elena hielp het leven. Het plan faalt echter en de Travelers beginnen aan hun spreuk. Damon rekruteert Matt en Jeremy om hem te helpen bij het vangen van Markos, maar dit lukt niet. Markos is krachtiger dan eerst gedacht werd. Bonnie vertelt aan Caroline dat ze de waarheid over Gene Zijde van iedereen verborgen hield. Terwijl Bonnie zoekt naar een manier op Markos te stoppen, is Caroline getuige van een wraakactie van Tylers Traveler Julian. Stefans hart wordt eruit gerukt waardoor de Travelers' spreuk stopgezet wordt. Alleen Mystic Falls is nu magievrij. |            |                                 |                  |                                          |                  |                  |              |  |
| 111 | 22         | Home                            | Chris Grismer    | Carolien Dries & Brian Young             | 15 mei 2014      | 28 juni 2015     | NNB          |  |
| Na de dood van Stefan is Damon nu gefocust op het vinden van een manier om Gene Zijde te redden. Hierdoor zet hij Bonnie onder druk. Elena neemt de touwtjes zelf in handen en eist dat Liv en Luke hen helpen met een verrijzenisspreuk, maar Liv weigert. Caroline geeft Liv dan een reden om Gene Zijde te redden: ze breekt Lukes nek. Sheriff Forbes is geschokt wanneer Markos geweld gebruikt tegen Tyler/Julian om te bewijzen dat Mystic Falls nu in de handen ligt van de Travelers. Met deze informatie werkt Damon aan een plan om de Travelers voor eens en altijd te verslaan. Hij gaat de Grill laten opblazen met alle Travelers erbij. Er wordt gas vrijgelaten in de Grill. Sheriff Forbes zorgt ervoor dat alle Travelers daar zijn en Damon zal de reactieveroorzaker voor een ontploffing zijn. Elena, die niet wil dat Damon alleen sterft, gaat mee en rijden de Grill binnen. Liv is bezig met de spreuk en een voor een komen Alaric, Elena, Enzo, Tyler, Stefan en Luke terug. Luke haast zich naar Liv die bijna ten onder gaat aan de spreuk. Hij stopt haar en Damon kan niet terugkeren van Gene Zijde. Bonnie neemt ook meteen de mogelijkheid om met Silas een rekening te vereffenen voor haar vaders moord en laat hem meenemen door de duisternis. Iedereen is somber wanneer Damon en Bonnie niet meer te redden vallen. De Gene Zijde valt uit elkaar. De seizoensfinale eindigt met Damon en Bonnie die elkaars hand vasthouden, wachtend totdat de vergetelheid hen wegvaagt. |            |                                 |                  |                                          |                  |                  |              |  |

### Seizoen 6 (2014-2015)
| Nr. | Aflevering | Titel                                    | Regisseur                | Schrijver(s)                                                               | Uitzenddatum     | Uitzenddatum      | Uitzenddatum |  |
| --- | ---------- | ---------------------------------------- | ------------------------ | -------------------------------------------------------------------------- | ---------------- | ----------------- | ------------ |  |
| 112 | 1          | I'll Remember                            | Jeffrey Hunt             | Caroline Dries                                                             | 2 oktober 2014   | 6 september 2015  | NNB          |  |
| Nadat ze de afgelopen vier maanden heeft doorgebracht met het omgaan met het verlies van Damon op een onconventionele en mogelijk gevaarlijke manier, keert Elena terug naar Whitmore College voor de start van het tweede jaar. Caroline - die niet in staat is om haar leven voort te zetten - is wanhopig op zoek naar een manier om de anti-magie spreuk van de Travelers om te keren en ze wordt gefrustreerd wanneer haar berichten naar Stefan niet beantwoord worden. Tyler, die nu weer een mens is, belandt in een confrontatie met een Amerikaanse voetballaadklep die zijn vermogen om zijn woede te bedwingen test, terwijl Matt zich er zorgen over maakt dat Jeremy het verlies van Bonnie op een zelfdestructieve manier aanpakt. Alaric worstelt met zijn nieuwe leven als vampier en bevindt zich in een lastige situatie wanneer hij Jo, een prachtige dokter van het universiteitsziekenhuis, ontmoet. Terwijl iedereen gelooft dat Stefan op zoek is naar een spoor van Damon en Bonnie, wordt Elena gechoqueerd wanneer ze de waarheid ondervindt van wat hij eigenlijk de hele tijd heeft gedaan. |            |                                          |                          |                                                                            |                  |                   |              |  |
| 113 | 2          | Yellow Ledbetter                         | Pascal Verschooris       | Julie Plec                                                                 | 9 oktober 2014   | 13 september 2015 | NNB          |  |
| Wetend dat ze moet leren omgaan met de dood van Damon, keert Elena zich naar Alaric voor hulp om haar leven verder te zetten. Enzo overhaalt Caroline om hem te helpen bij het zoeken van een spoor naar Damon en Bonnie, maar Caroline is gechoqueerd wanneer ze een onverwachte omweg nemen en aan het licht brengen wat Stefan de hele tijd heeft gedaan. Ondertussen maakt Matt zich zorgen over Jeremy die veel tijd doorbrengt met Sarah, een mysterieus meisje dat juist gearriveerd is in Mystic Falls. Tripp, de leider van het gemeenschapsbeschermingsprogramma, maakt een bekentenis aan Matt over zijn connectie met het stadje. Met de Gene Zijde verwoest en voor altijd verdwenen, spannen Damon en Bonnie wankelmoedig samen om het mysterie van waar ze nu zijn en hoe ze terug geraken op te lossen. |            |                                          |                          |                                                                            |                  |                   |              |  |
| 114 | 3          | Welcome to Paradise                      | Michael A. Allowitz      | Brian Young                                                                | 16 oktober 2014  | 20 september 2015 | NNB          |  |
| In een poging om wat plezier in hun levens te brengen haalt Elena Caroline over om naar het "zwemmershol" te komen. Elena heeft een plan om Liam te introduceren aan Caroline. Tyler, die nog steeds werkt aan het controleren van zijn woede-aanvallen, vraagt een gunst aan Liv en wordt verrast wanneer ze een onverwachte bekentenis maakt. Stefan arriveert in Mystic Falls en zoekt naar Enzo. Hij merkt echter een merkwaardige verandering in Elena. Aan het meer leiden Enzo's acties ertoe dat Matt een ontdekking doet. Jeremy doet een ontdekking over de anti-magie spreuk dat Elena's leven in gevaar zou brengen. Ondertussen vinden Damon en Bonnie een aantal aanwijzingen waardoor ze denken dat ze niet alleen zijn. |            |                                          |                          |                                                                            |                  |                   |              |  |
| 115 | 4          | Black Hole Sun                           | Kellie Cyrus             | Melinda Hsu Taylor & Neil Reynolds                                         | 23 oktober 2014  | 27 september 2015 | NNB          |  |
| Wanneer Damon en Bonnie zich realiseren dat een tijd in Damons verleden aanwijzingen kan geven om hun weg naar huis te vinden, wordt Damon gedwongen om een van de ergste dagen in zijn leven opnieuw te beleven. Na een eigenaardige ontmoeting met Jo in het ziekenhuis probeert Alaric Jeremy te helpen om zijn leven weer recht te zetten en met het verlies van Bonnie om te gaan. Stefan probeert in de tussentijd Elena te laten zien hoe je opnieuw moet beginnen en een nieuwe identiteit aannemen. Een nietsvermoedende Matt bevindt zich in een angstaanjagende situatie wanneer Tripp hem een duister geheim vertelt. Ten slotte is Stefan, die wanhopig is om wat normaliteit in zijn leven terug te krijgen, verbaasd wanneer een onverwachte bezoeker ten tonele verschijnt. |            |                                          |                          |                                                                            |                  |                   |              |  |
| 116 | 5          | The World Has Turned and Left Me Here    | Leslie Libman            | Brett Matthews                                                             | 30 oktober 2014  | 4 oktober 2015    | NNB          |  |
| Omdat Homecoming eraan komt, inviteert Elena Liam voor een feestje bij het korendoolhof met haar. In plaats van de homecoming-festiviteiten bij te wonen is Caroline bezig nadat Stefan onverwacht verschijnt en haar hulp nodig heeft bij het opruimen van de rotzooi gecreëerd door Enzo. Alaric verschijnt op het feest nadat hij naar Elena's advies om socialer te zijn luistert, maar een ongeluk leidt ertoe dat hij en Jo levens moeten redden. Tyler bevindt zichzelf in een gevaarlijke positie wanneer zijn weerwolfvloek getest wordt en een emotioneel omstreden Stefan vertelt aan Caroline waarom hij over Mystic Falls wil geraken. Damon en Bonnie ontdekken iets belangrijks dat invloed heeft op hun zoektocht om weer thuis te geraken. |            |                                          |                          |                                                                            |                  |                   |              |  |
| 117 | 6          | The more you ignore me, the closer I get | Garreth Stover           | Chad Fiveash & James Stoteraux                                             | 6 november 2014  | 11 oktober 2015   | NNB          |  |
| Wanneer Alaric zich realiseert dat Jo niet kan beïnvloed worden met vampierkracht, vraagt hij aan Elena om wat in haar geschiedenis te graven. Nadat ze leert dat Enzo gevangengenomen is door Tripp, werkt Caroline samen met Matt en Stefan om hem te redden voordat Tripp achter hun echte identiteiten komt. Bewapend met nieuwe informatie over haar verleden breekt Sarah in in Tripps kantoor en is verrast wanneer ze Matt vindt die zelf naar iets op zoek is. Ondertussen moet Elena omgaan met de gevolgen van haar acties en Jeremy zakt nog dieper in de afgrond. Damon is vastberaden om de zaken in eigen handen te nemen wanneer hij bedroevend nieuws ontvangt. |            |                                          |                          |                                                                            |                  |                   |              |  |
| 118 | 7          | Do You Remember the First Time?          | Darren Genet             | Rebecca Sonnenshine                                                        | 13 november 2014 | 18 oktober 2015   | NNB          |  |
| Wanneer het verleden rond haar blijft spoken wordt Elena geforceerd om haar problemen onder ogen te zien. Na een nacht op het jaarlijkse Whitmore Medical Center inzamelingsactie Jo vertelt over haar eigen tragische verleden aan Alaric. Ondertussen nemen Stefan, Matt en Enzo hun toevlucht tot het nemen van extreme maatregelen wanneer Tripp informatie achterhoudt over zijn vampierdodende operatie en Caroline is in een race tegen de klok wanneer Sheriff Forbes gevangen geraakt in het midden van een gevaarlijk plan. Tyler en Liv groeien dichter naar elkaar toe en Damon stoot op een verrassende aanwijzing dat zijn hoop hernieuwt. |            |                                          |                          |                                                                            |                  |                   |              |  |
| 119 | 8          | Fade Into You                            | Joshua Butler            | Nina Fiore & John Herrera                                                  | 20 november 2014 | 25 oktober 2015   | NNB          |  |
| Terwijl Caroline en Elena zich voorbereiden om een "Friendsgiving"-feest te geven, krijgen ze hoopgevend nieuws van Alaric en Stefan die naar Portland hebben gereisd om informatie te verkrijgen over de Gemini Coven. Tyler is vastbesloten om Liv te helpen nadat zij en Luke wat verontrustend nieuws onthullen over hun heksengeslacht en de dreigende plannen dat hun coven voor hen heeft. Ondertussen neemt het diner een drastische wending wanneer Jo pijnlijke informatie over haar verleden onthult en zich in een gevecht voor haar leven bevindt waardoor Alaric vanaf een afstand moet helpen. Kai doet een gevaarlijke ontdekking dat hem één stap dichter brengt om bevrijd te worden. |            |                                          |                          |                                                                            |                  |                   |              |  |
| 120 | 9          | I Alone                                  | Brian Young & Holly Brix | Kellie Cyrus                                                               | 4 december 2014  | 1 november 2015   | NNB          |  |
| Damon belandt in problemen wanneer hij een plan voltrekt dat Alarics ongewilde participatie vraagt. Wanneer Elena wat hoopgevend nieuws over Bonnie deelt met Jeremy, wordt ze verrast door zijn reactie. Liv helpt Damon en Elena met hun plan om Bonnie terug te brengen, maar wanneer er een onverwachte wending plaatsneemt, moet ze een moeilijke keuze maken. Ondertussen neemt Matt de touwtjes in handen wanneer Enzo's acties de grens overschrijden en Kais bestaan blijft een gevaarlijke dreiging. |            |                                          |                          |                                                                            |                  |                   |              |  |
| 121 | 10         | Christmas Through Your Eyes              | Michael Allowitz         | Caroline Dries                                                             | 11 december 2014 | 8 november 2015   | NNB          |  |
| Met de kerstperiode die eraan komt probeert Bonnie haar favoriete kersttradities na te doen terwijl ze terugdenkt aan gelukkigere tijden. Omdat ze niet naar Mystic Falls kan gaan voor haar favoriete tijd van het jaar is Caroline verrast wanneer Sheriff Forbes de feestdagen naar haar brengt op Whitmore College. Nadat hij ontdekt dat Jo vermist wordt, keert Alaric zich ondertussen naar Damon en Elena voor hulp terwijl Liv en Luke in een discussie belanden wanneer Tyler een riskant plan voorstelt. Jeremy helpt Matt om een plan uit te voeren dat Enzo zal neerhalen, maar hij wordt verontrust wanneer Matt het te ver drijft. Als laatste wordt Stefan geforceerd om erg nieuws te brengen aan Caroline. |            |                                          |                          |                                                                            |                  |                   |              |  |
| 122 | 11         | Woke Up With a Monster                   | Paul Wesley              | Melinda Hsu Taylor                                                         | 22 januari 2015  | 15 november 2015  | NNB          |  |
| Kai, nu krachtiger dan ooit, houdt Elena gevangen terwijl hij leert zijn nieuw opgedane magie te controleren. In het Salvatore-herenhuis proberen Liv en Alaric Jo klaar te maken op het nakende fusie-ceremonie met Kai, maar realiseren zich al snel dat Jo zwakker is dan ze dachten. Nadat ze haar moeder terugbrengt van het ziekenhuis, reist Caroline naar Noord-Carolina met Stefan, die zijn eigen agenda heeft, om te zoeken naar een genezing voor haar moeders kanker. Ondertussen wordt Stefan overrompeld wanneer Enzo opdaagt en eist te weten wat Stefan verbergt. Ten slotte, wanneer Damon ontdekt dat Elena ontvoerd is door Kai, moet hij zijn strategie heroverwegen nadat een onverwachte bezoeker roet in zijn plan gooit. |            |                                          |                          |                                                                            |                  |                   |              |  |
| 123 | 12         | Prayer For the Dying                     | Jeffrey Hunt             | Brett Matthews & Rebecca Sonnenshine                                       | 29 januari 2015  | 22 november 2015  | NNB          |  |
| Wanneer Liv en Lukes vader in het stadje arriveert om hun verjaardag te vieren, slagen ze erin hem te overtuigen om Jo en Kai hun plaats te laten innemen in de samensmeltingsceremonie. Nadat Tyler ontdekt dat de samensmelting vlugger plaatsvindt dan hij verwachtte, spoort hij Liv aan om hem te laten praten met haar vader. Ondertussen komen Elena, Stefan en Damon bijeen in het ziekenhuis nadat Carolines plan om haar moeder te genezen een onverwachte en vernietigende wending neemt, terwijl Jo Sheriff Forbes' leven probeert te redden. Ten slotte, met de samensmelting die op het punt staat om plaats te vinden, laat Damons riskante plan zaken uit de hand lopen waardoor een van de tweeling het recht in eigen handen neemt. |            |                                          |                          |                                                                            |                  |                   |              |  |
| 124 | 13         | The Day I Tried To Live                  | Pascal Verschooris       | Chad Fiveash & James Stoteraux                                             | 5 februari 2015  | 29 november 2015  | NNB          |  |
| Vastbesloten om Bonnies verjaardag te vieren overtuigt Elena Jeremy dat het is wat Bonnie zou gewild hebben. Elena, Jeremy en Damon trachten Bonnie een bericht te sturen nadat ze de gebroken Ascendant in elkaar passen, maar de situatie wordt vreselijk wanneer ze een ranke ontdekking doen: Bonnie wil zelfmoord plegen. Ondertussen roept Enzo de hulp in van een onwillige Matt om storing te veroorzaken in het leven van Sarah Salvatore nadat hij Stefans geheim ontdekt: ze is zijn oud-nicht. Stefan probeert ergens anders een oogje te houden op Caroline terwijl ze op een onconventionele manier tracht om te gaan met alles rondom haar. Zich realiserend dat het misschien tijd is om verder te gaan met zijn leven, denkt Jeremy na om Mystic Falls voor goed te verlaten. Liv wil wraak nemen op Kai, maar dit blijkt moeilijker dan gedacht. Omdat ze liever wraak wou nemen dan bij hem blijven, verbreekt Tyler de relatie met haar. Jeremy weet Bonnie te bereiken dankzij Kai en Bonnie besluit op zoek te gaan naar een krachtig magisch voorwerp: Silas' grafsteen.                          |            |                                          |                          |                                                                            |                  |                   |              |  |
| 125 | 14         | Stay                                     | Chris Grismer            | Brian Young & Caroline Dries                                               | 12 februari 2015 | 6 december 2015   | NNB          |  |
| Het is Jeremy's laatste dag in Mystic Falls en Elena zet een stoer gezicht op terwijl ze hun verleden herinneren. Stefan en Caroline groeien meer naar elkaar toe terwijl ze Carolines familiehut klaarmaken zodat haar moeder haar laatste dagen kan uitleven. Sheriff Forbes keert zich naar Damon voor hulp om een van haar overblijvende lopende zaken waarbij Elena's ouders betrokken zijn op te lossen. Jeremy vraagt zich af of hij zou moeten vertrekken of niet wanneer een gewelddadige confrontatie met Enzo waarbij Matt zichzelf in gevaar bevindt nadat Enzo hem en Sarah Salvatore in een gevaarlijk plan lokt. Ten slotte haast Caroline zich naar het ziekenhuis nadat ze hoort dat haar moeder een ongunstige wending heeft genomen. |            |                                          |                          |                                                                            |                  |                   |              |  |
| 126 | 15         | Let Her Go                               | Julie Plec               | Julie Plec                                                                 | 19 februari 2015 | NNB               | NNB          |  |
| Na het toewijzen van taken aan elk van haar vrienden probeert Caroline om te gaan met haar huidige situatie terwijl de werkelijkheid om haar heen begint te stellen. Terwijl ze een dag met Caroline besteedt, wordt Elena bezorgd wanneer ze een vreemde verandering in Carolines gedrag begint te merken. Ondertussen is Alaric op zijn hoede wanneer Kai, die onverwachte gevolgen van de 'Fusie' begint ervaren, zich wanhopig op zoek naar hulp tot Jo wendt. Terwijl Bonnie zichzelf in een onbekende situatie bevindt, overwegen Matt en Tyler een belangrijke levensverandering. En wanneer Damon Caroline advies aanbiedt over hoe je moet omgaan met alles wat er om haar heen gebeurt, dwingt het hem pijnlijke herinneringen aan zijn eigen moeder op te halen. |            |                                          |                          |                                                                            |                  |                   |              |  |
| 127 | 16         | The Downward Spiral                      | Ian Somerhalder          | Brian Young & Caroline Dries                                               | 12 maart 2015    | NNB               | NNB          |  |
| Nadat ze haar menselijkheid uitzette door de dood van haar moeder geeft Caroline haar vrienden een onverwacht ultimatum. Stefans poging om in te grijpen zet een gevaarlijke ketting van gebeurtenissen uit, waardoor hij en Elena in een race tegen de klok terechtkomen. Ondertussen, nadat hij antwoorden zoekt bij Kai over de gevangeniswerelden, wordt Damons wereld overhoop gehaald wanneer hij nieuws over zijn moeder Lily verneemt. Enzo bevindt zich in een lastig parket wanneer hij steeds meer gefascineerd wordt door Sarah en Bonnie begint te worstelen met de gevolgen van terug zijn in de echte wereld. |            |                                          |                          |                                                                            |                  |                   |              |  |
| 128 | 17         | A Bird in a Gilded Cage                  | Joshua Butler            | Neil Reynolds                                                              | 19 maart 2015    | NNB               | NNB          |  |
| Met de hulp van Bonnie en Kai zetten Damon en Elena een plan voort om Damons moeder Lily te redden, die gevangen zit in de 1903-gevangeniswereld. Ondertussen, wanneer Carolines plan voor Stefan faalt, moet ze de brokken lijmen. Op Whitmore College gaat Enzo en Alarics poging om Caroline terug te brengen niet als gepland wanneer ze zich realiseren dat ze verslaan worden. Een onverwacht geschenk van Bonnie laat Damon geschrokken achter. |            |                                          |                          |                                                                            |                  |                   |              |  |
| 129 | 18         | I Never Could Love Like That             | Leslie Libman            | Chad Fiveash & James Stoteraux (teleplay) met Matthew D'Ambrosio (verhaal) | 16 april 2015    | NNB               | NNB          |  |
| Met hun menselijkheid uit beginnen Stefan en Caroline chaos te veroorzaken op Whitmore, waardoor Damon met een riskant plan komt dat Lily erbij betrekt. Elena ontdekt dat Jo zwanger is nadat ze de slachtoffers van Stefan en Carolines laatste moordpartij hulp verleent. Hierdoor begint ze haar eigen leven als een vampier te revalueren. Ondertussen moet Enzo zijn tragische verleden uit de doeken doen wanneer Sarah de situatie doet kantelen. In de Scull Bar op de campus belanden Tyler en Matt in een gevaarlijke situatie door een ziekelijk karaokerondje. |            |                                          |                          |                                                                            |                  |                   |              |  |
| 130 | 19         | Because                                  | Geoff Shotz              | Melinda Hsu Taylor                                                         | 23 april 2015    | NNB               | NNB          |  |
| Damon brengt hun toekomst ter sprake en hoe hun levens zouden zijn als ze geen vampiers waren, wanneer hij worstelt met het feit of hij wel of niet over de genezing aan Elena moet vertellen. Ondertussen is het alle hens aan denk wanneer pogingen om een menselijkheidsloze Caroline te stoppen niet als gepland gaan. Wanneer Bonnie ontdekt dat Damon haar vertrouwen heeft geschaad, neemt ze het heft in eigen handen waarbij Damon moet omgaan met de uitkomst. Wanneer hij wordt geforceerd om zijn traumatische verleden te confronteren, gaat Enzo op zoek naar antwoorden en wordt verrast wanneer hij de waarheid ontdekt over de dag van zijn verandering in een vampier. |            |                                          |                          |                                                                            |                  |                   |              |  |
| 131 | 20         | I'd Leave My Happy Home For You          | Jesse Warn               | Rebecca Sonnenshine                                                        | 30 april 2015    | NNB               | NNB          |  |
| Terwijl Alaric en Jo schoorvoetend deelnemen aan hun vrijgezellen- en vrijgezellinnenavond, bespreken Damon en Elena de gevolgen van een impulsief aanbod van Damon. Omdat ze onzeker is over wat ze moet doen, vraagt Elena advies aan Bonnie en Jo. Wanneer Bonnie een aantal onverwachte zorgen ter sprake brengt, zit Elena nog dieper in een tweestrijd. Enzo vraagt Stefan om hem te helpen voor het te laat is wanneer hij zich realiseert dat Lily in een gevaarlijke neerwaartse spiraal zit. Ten slotte haalt Matt zijn frustraties uit op Tyler, omdat hij de bovennatuurlijke bedreigingen die hun stad teisteren beu is. Alaric overweegt ondertussen een levensveranderend stuk van advies. |            |                                          |                          |                                                                            |                  |                   |              |  |
| 132 | 21         | I'll Wed You In The Golden               |                          |                                                                            | 7 mei 2015       | NNB               | NNB          |  |
| Het is Alarics en Jo's trouwdag en Elena en Bonnie doen hun best om een gestresseerde Jo te helpen met de laatste voorbereidingen. Nadat hij levensveranderend nieuws ontdekt dat Damon geheimhoudt, neemt Stefan zijn broer mee op een reis met de auto waar hij hem wat perspectief geeft over Damons toekomst met Elena. Wanneer Caroline terugkeert naar Mystic Falls nadat ze omgaat met de gevolgen van haar menselijkheidsvrije rampage, begint ze het goed te maken met haar vrienden. Ze komt tot een besef over haar en Stefans vooruitzichten van samenzijn. Wanneer Bonnie levendige nachtmerries begint te krijgen waarin Lily achter haar aankomt, roept ze Matts hulp in om Lily neer te halen. |            |                                          |                          |                                                                            |                  |                   |              |  |
| 133 | 22         | I'm Thinking Of You All The While        |                          | Julie Plec & Caroline Dries                                                | 14 mei 2015      | NNB               | NNB          |  |
| In de nasleep van Alaric en Jo's krachtige huwelijk, nemen de zaken een drastische wending wanneer een onuitgenodigde gast verschijnt waardoor Elena in verschrikkelijk gevaar komt. Ondanks Matts advies om het stadje te verlaten zodat ze haarzelf kan beschermen, neemt een uitdagende Bonnie het heft in eigen handen nadat ze zichzelf aan de ontvangende kant van een ziekelijk plan bevindt. Terwijl Stefan en Caroline een emotioneel kruispunt in hun relatie bereiken, wordt Tyler geconfronteerd met een levensbepalende keuze door een reünie met Liv. Ondertussen zetten Lily's roekeloze acties Stefan ertoe aan zich te realiseren tot welke lengtes zijn moeder wil gaan om zich met haar "familie" te verenigen. Na een verwoestende keten van gebeurtenissen moet Damon de meest moeilijke beslissing in zijn leven nemen. Op het einde neemt iedereen afscheid van Elena en begint een donkere toekomst voor Mystic Falls. |            |                                          |                          |                                                                            |                  |                   |              |  |

### Seizoen 7 (2015-2016)
| Nr. | Aflevering | Titel                                        | Regisseur             | Schrijver(s)                                                      | Uitzenddatum     | Uitzenddatum      | Uitzenddatum |  |
| --- | ---------- | -------------------------------------------- | --------------------- | ----------------------------------------------------------------- | ---------------- | ----------------- | ------------ |  |
| 134 | 1          | Day One of Twenty-Two Thousand, Give or Take | Pascal Verschooris    | Caroline Dries                                                    | 8 oktober 2015   | 16 juli 2016      | NNB          |  |
| Nadat een verwrongen plan het leven van zijn vriendin Elena linkte aan dat van zijn beste vriendin Bonnie, moet Damon zich navigeren in een nieuwe realiteit zonder de liefde van zijn leven. Een nieuwe, gerechtigde Bonnie heeft beslist dat ze Damons morele kompas zal zijn en ze houdt hem goed in de gaten, terwijl Damon Alaric in het oog houdt. Alaric heeft immers het verlies van zijn verloofde en ongeboren kinderen te verwerken. Ondertussen wacht Stefan op Caroline tot ze haar emoties heeft geordend, maar hij neemt ook een actieve rol in het beschermen van Mystic Falls voor Lily en haar familie van Heretics die geen tijd hebben verspild om de stad te verwoesten. Ergens anders heeft Enzo het moeilijk om een plaats te vinden in het nieuwe leven van Lily en hij moet vlug beslissen waar zijn echte loyaliteit ligt. Uiteindelijk beraamt Matt - die recent zijn politietraining heeft afgerond - samen met Stefan en Caroline een plan om de Heretics te stoppen, maar een onverwachte wending laat een van hen in een gevaarlijke positie belanden. |            |                                              |                       |                                                                   |                  |                   |              |  |
| 135 | 2          | Never Let Me Go                              | Chris Grismer         | Brian Young                                                       | 15 oktober 2015  | 23 juli 2016      | NNB          |  |
| Wanneer een impulsieve beslissing van Damon de zorgvuldig overlegde deal tussen Stefan en Lily bedreigt, moet Damon de relatie tussen zichzelf en zijn moeder verbeteren voordat men meer de controle verliest. Lily is echter één stap voor en is bezig met een wreed plan dat Damon raakt waar het meest zeer doet. Nadat hij naar Whitmore College is teruggekeerd, vraagt Alaric hulp aan Bonnie met een mysterieus en mogelijk gevaarlijk artefact dat hij heeft gekregen. Matt belandt in een levensbedreigende situatie. Ondertussen onthult Caroline een schokkend detail uit Stefans verleden terwijl ze een pion wordt in het vergeldingsplan van Lily en de Heretics. |            |                                              |                       |                                                                   |                  |                   |              |  |
| 136 | 3          | Age of Innocence                             | Michael A. Allowitz   | Melinda Hsu Taylor & Holly Brix                                   | 22 oktober 2015  | 30 juli 2016      | NNB          |  |
| In de nasleep van Lily's slimme plan gaat Damon op een road trip samen met Bonnie en Alaric. Ze zijn op zoek naar iets om te gebruiken tegen zijn moeder. Ondertussen hoort Caroline belangrijke informatie over Valeries verleden terwijl ze nog altijd vastgehouden wordt door de Heretics. Stefan krijgt een paar onverwachte details over zijn eigen verleden te horen van Lily. Alaric keert zich tot Bonnie voor hulp nadat hij een geheim bekent. |            |                                              |                       |                                                                   |                  |                   |              |  |
| 137 | 4          | I Carry Your Heart with Me                   | Jeffrey Hunt          | Neil Reynolds                                                     | 29 oktober 2015  | 6 augustus 2016   | NNB          |  |
| Juist wanneer Damon denkt dat hij de situatie met Lily de baas is, dwingt een onverwachte wending hem te zoeken naar een plan B. Stefan en Caroline moeten Mary Louise en Nora afleiden op Whitmore College's Heaven & Hell bal nadat Damons intenties aandacht krijgen van de Heretics. Nadat hij vermoedt dat Valerie iets van plan is, probeert Enzo erachter te komen wat ze verbergt. Een plan gemaakt door Alaric en Bonnie laat het tweetal geschokt achter. |            |                                              |                       |                                                                   |                  |                   |              |  |
| 138 | 5          | Live Through This                            | Kellie Cyrus          | Rebecca Sonnenshine                                               | 5 november 2015  | 13 augustus 2016  | NNB          |  |
| Nadat hij zich realiseert dat hij in een neerwaartse spiraal was, beslist Damon dat hij een nieuwe start gaat maken en dat zijn volgende acties zullen gevoerd worden onder Elena's invloed. Lily bereidt zich voor op de aankomst van een speciaal iemand uit haar verleden, terwijl Enzo niet goed weet wat te verwachten. Caroline zet Stefan aan om oog in oog te staan met Valerie en hij hoort zorgwekkende details uit Valeries verleden. Enzo en Bonnie zijn het niet eens met elkaar wanneer ze een gewelddadige bedreiging moeten afwenden. Wanneer Bonnie verontrustende informatie vindt over de Phoenix Stone, moet ze Alaric ermee confronteren. |            |                                              |                       |                                                                   |                  |                   |              |  |
| 139 | 6          | Best Served Cold                             | Darren Genet          | Caroline Dries                                                    | 12 november 2015 | 20 augustus 2016  | NNB          |  |
| Lily houdt een dinerfeest om Julian te introduceren aan Damon en Stefan nadat ze herenigd is met haar vroegere liefde. Tegelijkertijd wil ze vrede uitroepen tussen haar familie van Heretics en de bewoners van Mystic Falls. Damon en Stefan bevinden zich in een impasse wanneer ze zich realiseren dat ze verschillende visies hebben op hoe ze Julians komst moeten aanpakken. Op het feest proberen Bonnie en Matt een vreemd mysterie aan het licht te brengen, terwijl een destructieve onthulling Alaric tot een breekpunt brengt. Caroline en Enzo verschijnen ook. |            |                                              |                       |                                                                   |                  |                   |              |  |
| 140 | 7          | Mommie Dearest                               | Tony Solomons         | Chad Fiveash & James Stoteraux                                    | 19 november 2015 | 27 augustus 2016  | NNB          |  |
| Stefan en Damon confronteren hun moeder met pijnlijke herinneringen aan hun kindertijd zodat Julians manipulatieve manieren tot haar kunnen doorringen. Maar wanneer Lily een duister geheim van 160 jaar oud onthult, stellen de broers alles wat ze wisten over hun familie in vraag. Vastberaden om zichzelf te bewijzen aan Lily, komt Enzo oog in oog te staan met Julian en daagt hem uit tot een duel, maar een onverwachte wending dreigt de situatie te bemoeilijken. Matt bevindt zichzelf in het midden van een mysterie dat de bewoners van Mystic Falls erbij betrekt. Carolines wereld wordt door elkaar geschud wanneer Valerie levens-veranderend nieuws geeft. |            |                                              |                       |                                                                   |                  |                   |              |  |
| 141 | 8          | Hold Me, Thrill Me, Kiss Me, Kill Me         | Leslie Libman         | Brett Matthews                                                    | 3 december 2015  | 3 september 2016  | NNB          |  |
| Terwijl Julian en Lily een feest geven om Mary Louise en Nora's verjaardag te vieren, zetten Stefan en Damon een plan in elkaar om de nieuwe bedreiging genaamd Julian te elimineren. Ondertussen, nadat Valerie een grote onthulling gaf, moet Caroline haar nieuwe realiteit confronteren, zelfs wanneer dit haar relatie met Stefan bedreigt. Vastbesloten om het juiste voor haar familie te doen, maakt Lily de meest moeilijke beslissing van haar leven. |            |                                              |                       |                                                                   |                  |                   |              |  |
| 142 | 9          | Cold as Ice                                  | Geoffrey Wing Shotz   | Brian Young                                                       | 10 december 2015 | 10 september 2016 | NNB          |  |
| Damon en Stefan leiden een zoektocht naar Julian dat het duo buiten Mystic Falls brengt met de feestdagen in volle glorie. Terwijl Bonnie helpt bij een kerstactie omtrent speelgoed op Whitmore College, zoekt ze ook hulp van Nora en de twee ontwikkelen een onverwachte vriendschap. Caroline doet haar best om zich te navigeren in haar nieuwe leven als zwangere vampier, terwijl Alaric bezorgd wordt dat de zwangerschap meer effect op haar heeft dan ze wil toegeven. Nadat hij een ruzie heeft met Damon moet Stefan de zaken in eigen handen nemen. Dit zet echter een tragische kettingreactie in werking dat hun leven voor altijd zal veranderen. |            |                                              |                       |                                                                   |                  |                   |              |  |
| 143 | 10         | Hell is other People                         | Deborah Chow          | Holly Brix & Neil Reynolds                                        | 29 januari 2016  | 17 september 2016 | NNB          |  |
| Julians plan om Lily's dood te wreken deed Damon aan de verkeerde kant van het plan belanden. Damon zit vast in de Phoenix Stone en wordt getormenteerd door een traumatische ervaring tijdens de Burgeroorlog. Hij moet zijn duisterste innerlijke demon bevechten om uit de steen te geraken. Ondertussen zit Bonnie in een race tegen de klok om Damon eruit te krijgen voordat de effecten van de Phoenix Stone zijn leven overnemen en hem voor altijd veranderen. |            |                                              |                       |                                                                   |                  |                   |              |  |
| 144 | 11         | Things We Lost in the Fire                   | Paul Wesley           | Melinda Hsu Taylor                                                | 5 februari 2016  | 24 september 2016 | NNB          |  |
| ... |            |                                              |                       |                                                                   |                  |                   |              |  |
| 145 | 12         | Postcards from the Edge                      | Pascal Verschooris    | Rebecca Sonnenshine                                               | 12 februari 2016 | 1 februari 2016   | NNB          |  |
| ... |            |                                              |                       |                                                                   |                  |                   |              |  |
| 146 | 13         | This Woman's Work                            | Garreth Stover        | Chad Fiveash & James Stoteraux                                    | 19 februari 2016 | 8 oktober 2016    | NNB          |  |
| ... |            |                                              |                       |                                                                   |                  |                   |              |  |
| 147 | 14         | Moonlight on the Bayou                       | Jeffrey Hunt          | Caroline Dries & Brett Matthews                                   | 26 februari 2016 | 15 oktober 2016   | NNB          |  |
| ... |            |                                              |                       |                                                                   |                  |                   |              |  |
| 148 | 15         | I Would for You                              | Mike Karasick         | Brian Young                                                       | 4 maart 2016     | 22 oktober 2016   | NNB          |  |
| ... |            |                                              |                       |                                                                   |                  |                   |              |  |
| 149 | 16         | Days of Future Past                          | Ian Somerhalder       | Melinda Hsu Taylor                                                | 1 april 2016     | 29 oktober 2016   | NNB          |  |
| ... |            |                                              |                       |                                                                   |                  |                   |              |  |
| 150 | 17         | I Went to the Woods                          | Julie Plec            | Julie Plec & Neil Reynolds (verhaal) met Neil Reynolds (teleplay) | 8 april 2016     | 5 november 2016   | NNB          |  |
| ... |            |                                              |                       |                                                                   |                  |                   |              |  |
| 151 | 18         | One Way or Another                           | Rashaad Ernesto Green | Penny Cox (verhaal) met Rebecca Sonnenshine (teleplay)            | 15 april 2016    | 12 november 2016  | NNB          |  |
| ... |            |                                              |                       |                                                                   |                  |                   |              |  |
| 152 | 19         | Somebody That I Used to Know                 | Chris Grismer         | Matthew D'Ambrosio (verhaal) met Holly Brix (teleplay)            | 22 april 2016    | 19 november 2016  | NNB          |  |
| ... |            |                                              |                       |                                                                   |                  |                   |              |  |
| 153 | 20         | Kill 'Em All                                 | Kellie Cyrus          | Chad Fiveash & James Stoteraux                                    | 29 april 2016    | 26 november 2016  | NNB          |  |
| ... |            |                                              |                       |                                                                   |                  |                   |              |  |
| 154 | 21         | Requiem for a Dream                          | Paul Wesley           | Brett Matthews & Neil Reynolds                                    | 6 mei 2016       | 3 december 2016   | NNB          |  |
| ... |            |                                              |                       |                                                                   |                  |                   |              |  |
| 155 | 22         | Gods and Monsters                            | Michael A. Allowitz   | Brian Young                                                       | 13 mei 2016      | 10 december 2016  | NNB          |  |
| Ondanks hun beste pogingen om Bonnie te helpen in de aangrijpende situatie waarin ze zich bevindt, realiseren Damon, Enzo en Caroline dat hun opties dalen en dat er drastische maatregelen moeten genomen worden. De enige kans om hun vriendin te redden ligt in de Armory waardoor Stefan aan Caroline moet vertellen dat ze hulp nodig hebben van een onverwachte bron - Caroline en Alarics tweeling. Enzo houdt Bonnie bezig door haar terug te brengen naar hun hut, maar wanneer zijn plan een onverwachte wending neemt, is het aan Damon om het ultieme offer te brengen zodat hij zijn dichtste vrienden kan redden. Matt verschijnt ook. |            |                                              |                       |                                                                   |                  |                   |              |  |

### Seizoen 8 (2016-2017)
| Nr. | Aflevering | Titel                                          | Regisseur           | Schrijver(s)                       | Uitzenddatum     | Uitzenddatum | Uitzenddatum |  |
| --- | ---------- | ---------------------------------------------- | ------------------- | ---------------------------------- | ---------------- | ------------ | ------------ |  |
| 156 | 1          | Hello, Brother                                 | Michael A. Allowitz | Julie Plec & Kevin Williamson      | 21 oktober 2016  | NNB          | NNB          |  |
| ... |            |                                                |                     |                                    |                  |              |              |  |
| 157 | 2          | Today Will Be Different                        | Pascal Verschooris  | Melinda Hsu Taylor                 | 28 oktober 2016  | NNB          | NNB          |  |
| ... |            |                                                |                     |                                    |                  |              |              |  |
| 158 | 3          | You Decided That I Was Worth Saving            | Michael Karasick    | Chad Fiveash & James Stoteraux     | 4 november 2016  | NNB          | NNB          |  |
| ... |            |                                                |                     |                                    |                  |              |              |  |
| 159 | 4          | An Eternity of Misery                          | Rob Hardy           | Neil Reynolds & Brett Matthews     | 11 november 2016 | NNB          | NNB          |  |
| ... |            |                                                |                     |                                    |                  |              |              |  |
| 160 | 5          | Coming Home Was a Mistake                      | James Thompson      | Celine Geiger                      | 18 november 2016 | NNB          | NNB          |  |
| ... |            |                                                |                     |                                    |                  |              |              |  |
| 161 | 6          | Detoured On Some Random Backwoods Path to Hell | Paul Wesley         | Alan McElroy                       | 2 december 2016  | NNB          | NNB          |  |
| ... |            |                                                |                     |                                    |                  |              |              |  |
| 162 | 7          | The Next Time I Hurt Somebody, It Could Be You | Tanya Hamilton      | Shukree Hassan Tilghman            | 9 december 2016  | NNB          | NNB          |  |
| ... |            |                                                |                     |                                    |                  |              |              |  |
| 163 | 8          | We Have History Together                       | Ian Somerhalder     | Matthew D'Ambrosio                 | 13 januari 2017  | NNB          | NNB          |  |
| ... |            |                                                |                     |                                    |                  |              |              |  |
| 164 | 9          | The Simple Intimacy of the Near Touch          | Geoff Shotz         | NNB                                | 20 januari 2017  | NNB          | NNB          |  |
| ... |            |                                                |                     |                                    |                  |              |              |  |
| 165 | 10         | Nostalgia's a Bitch                            | Kellie Cyrus        | NNB                                | 27 januari 2017  | NNB          | NNB          |  |
| ... |            |                                                |                     |                                    |                  |              |              |  |
| 166 | 11         | You Made a Choice to Be Good                   | Carol Banker        | Celine Geiger & Melinda Hsu Taylor | 3 februari 2017  | NNB          | NNB          |  |
| ... |            |                                                |                     |                                    |                  |              |              |  |
| 167 | 12         | What Are You?                                  | NNB                 | NNB                                | 10 februari 2017 | NNB          | NNB          |  |
| ... |            |                                                |                     |                                    |                  |              |              |  |
| 168 | 13         | The Lies Will Catch Up to You                  | Tony Solomons       | Neil Reynolds                      | 17 februari 2017 | NNB          | NNB          |  |
| ... |            |                                                |                     |                                    |                  |              |              |  |
| 169 | 14         | It's Been a Hell of a Ride                     | Pascal Verschooris  | NNB                                | 24 februari 2017 | NNB          | NNB          |  |
| ... |            |                                                |                     |                                    |                  |              |              |  |
| 170 | 15         | We're Planning a June Wedding                  | NNB                 | NNB                                | 3 maart 2017     | NNB          | NNB          |  |
| ... |            |                                                |                     |                                    |                  |              |              |  |
| 171 | 16         | I Was Feeling Epic                             | Julie Plec          | Julie Plec & Kevin Williamson      | 10 maart 2017    | NNB          | NNB          |  |
| ... |            |                                                |                     |                                    |                  |              |              |  |